# 軍犬

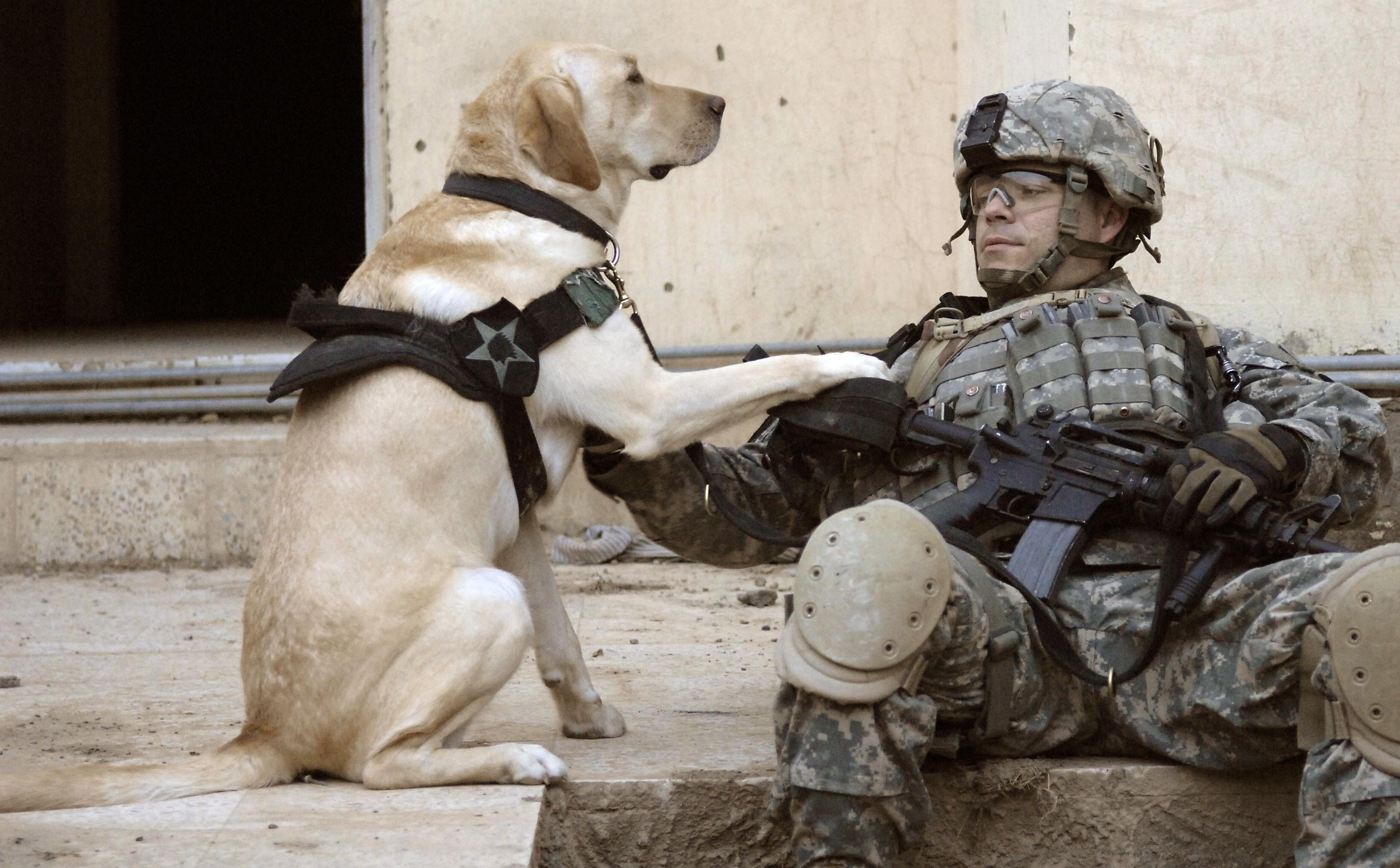
アメリカ陸軍の軍用犬（2007年）

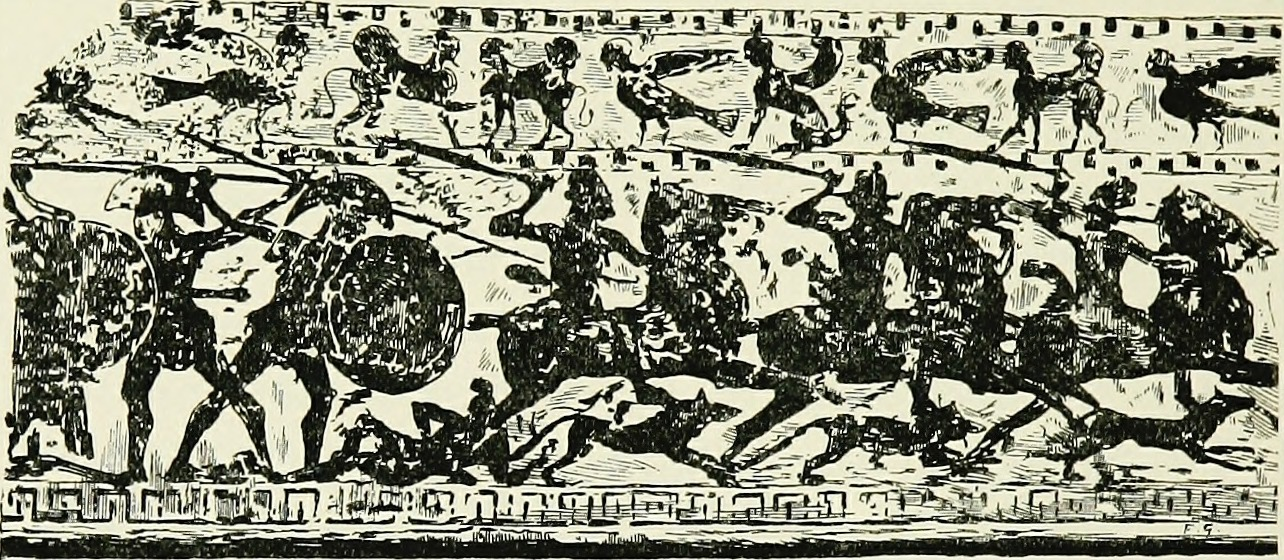
敵の騎馬を襲うよう訓練をした犬を引き連れたキンメリア人とギリシア人の戦いを描いたクラゾメナイ産の石棺の絵

軍犬（ぐんけん）または軍用犬（ぐんようけん）は、軍務のために調練された犬である。

## 概要

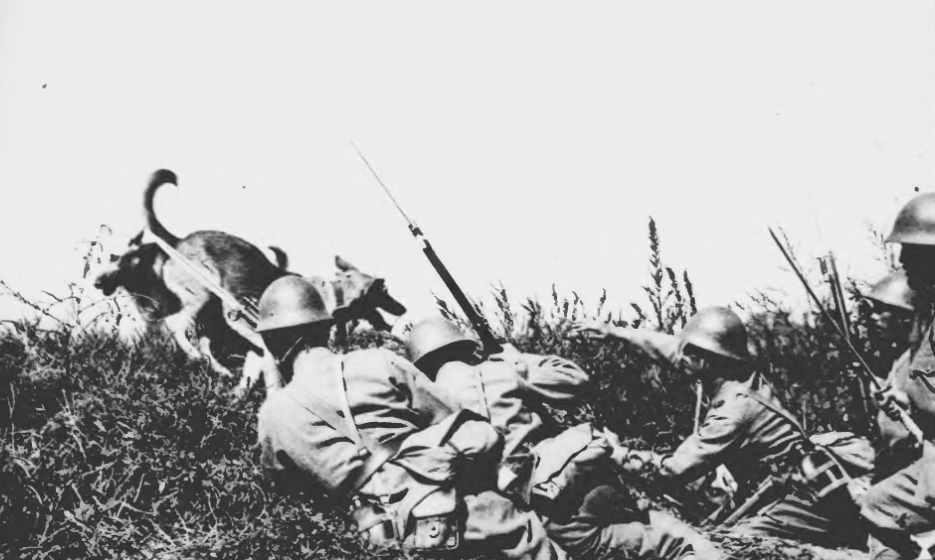
大日本帝国陸軍の軍用犬（1938年（昭和13年））

犬を軍事目的に飼いならすことは古代より行われており、人間より優れた視覚や嗅覚を用いた警戒・捜索・探知能力に加え、直接的な攻撃能力でも重宝されてきた。日本の歴史上では南北朝時代に、越前国鷹巣城(現・福井県高須山)攻防戦に於いて、南朝方の武将・畑時能が愛犬「犬獅子」を偵察犬として用いた逸話が『太平記』に記録されており、戦国時代には武蔵国の武将・太田資正が、「三楽犬」と称した多数の犬を城郭間の伝令犬として用いた記録が『関八州古戦録』や『甲陽軍鑑』に記述されている。近代以降でも、その能力は高く評価されており、第一次世界大戦、第二次世界大戦、湾岸戦争、イラク戦争でも投入されている。20世紀前半では、化学戦にも対応できるように軍用犬向けのガスマスクも装備されていた時期があった。
優れた能力の一方で、軍用犬は轟音に弱いという欠点も抱えており、大日本帝国陸軍は、通信手段の一部として軍用犬を運用していたが、ペリリューの戦いなどのアメリカ軍の猛烈な艦砲射撃と爆撃下では怯えてしまい、役に立たなかった記録が残る他、同じペリリューの戦いではアメリカ海兵隊も2個野戦犬小隊24頭を派遣したが、絶え間ない砲撃で神経症となり、島を去ることを余儀なくされた。

## 日本の軍犬

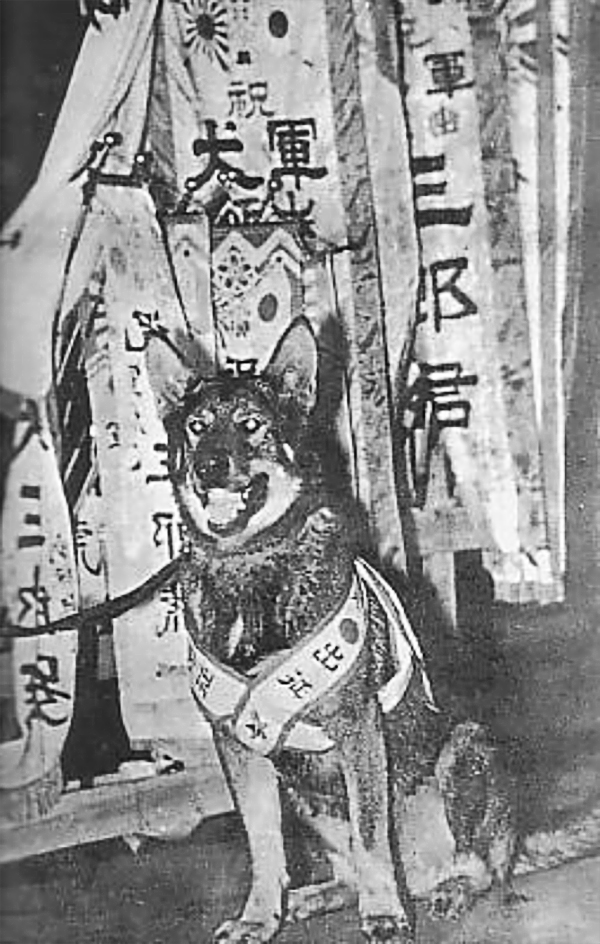
大日本帝国陸軍の軍犬として徴用された「三郎」の壮行会（1937年）

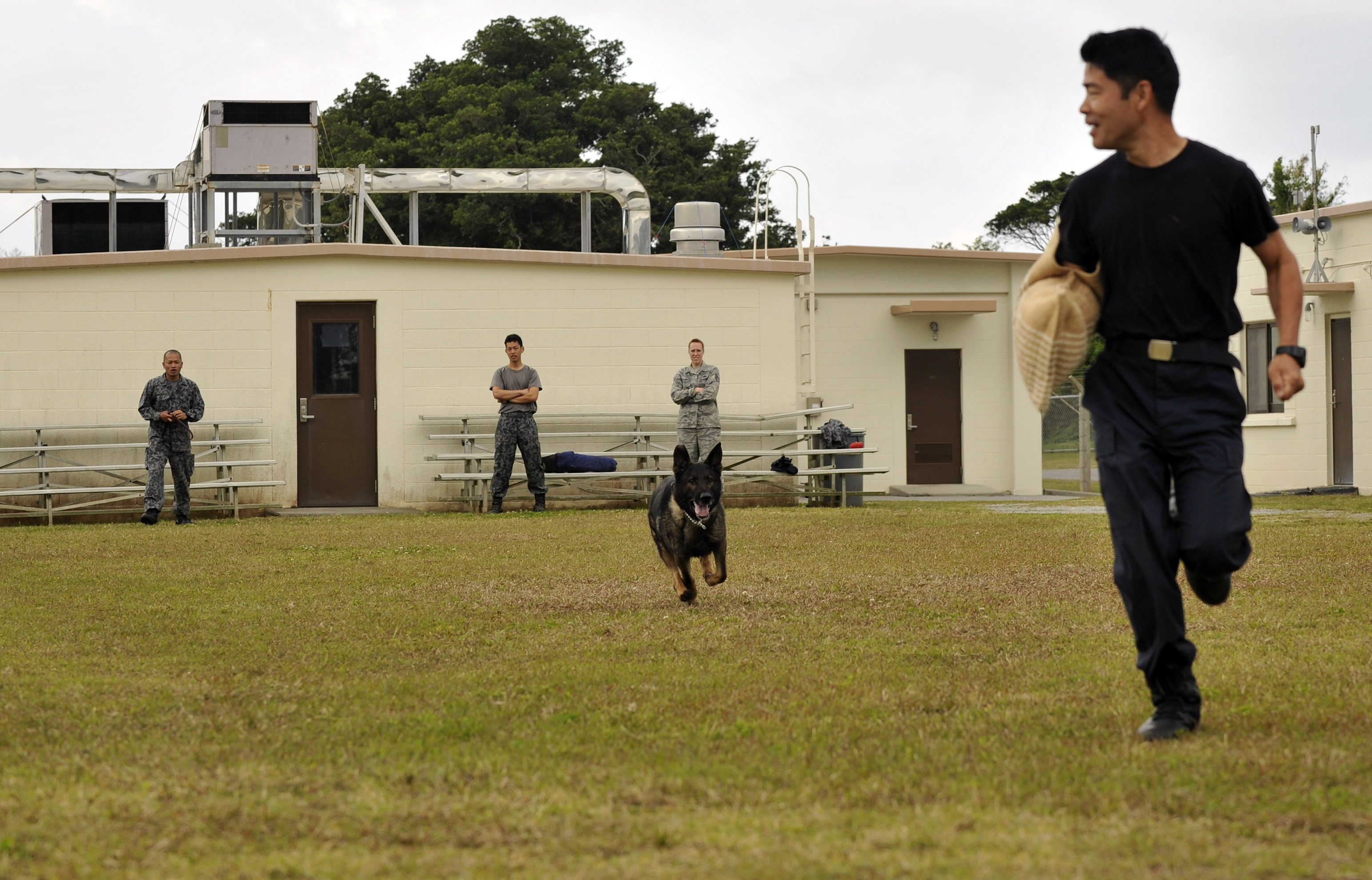
航空自衛隊の警備犬（2014年）

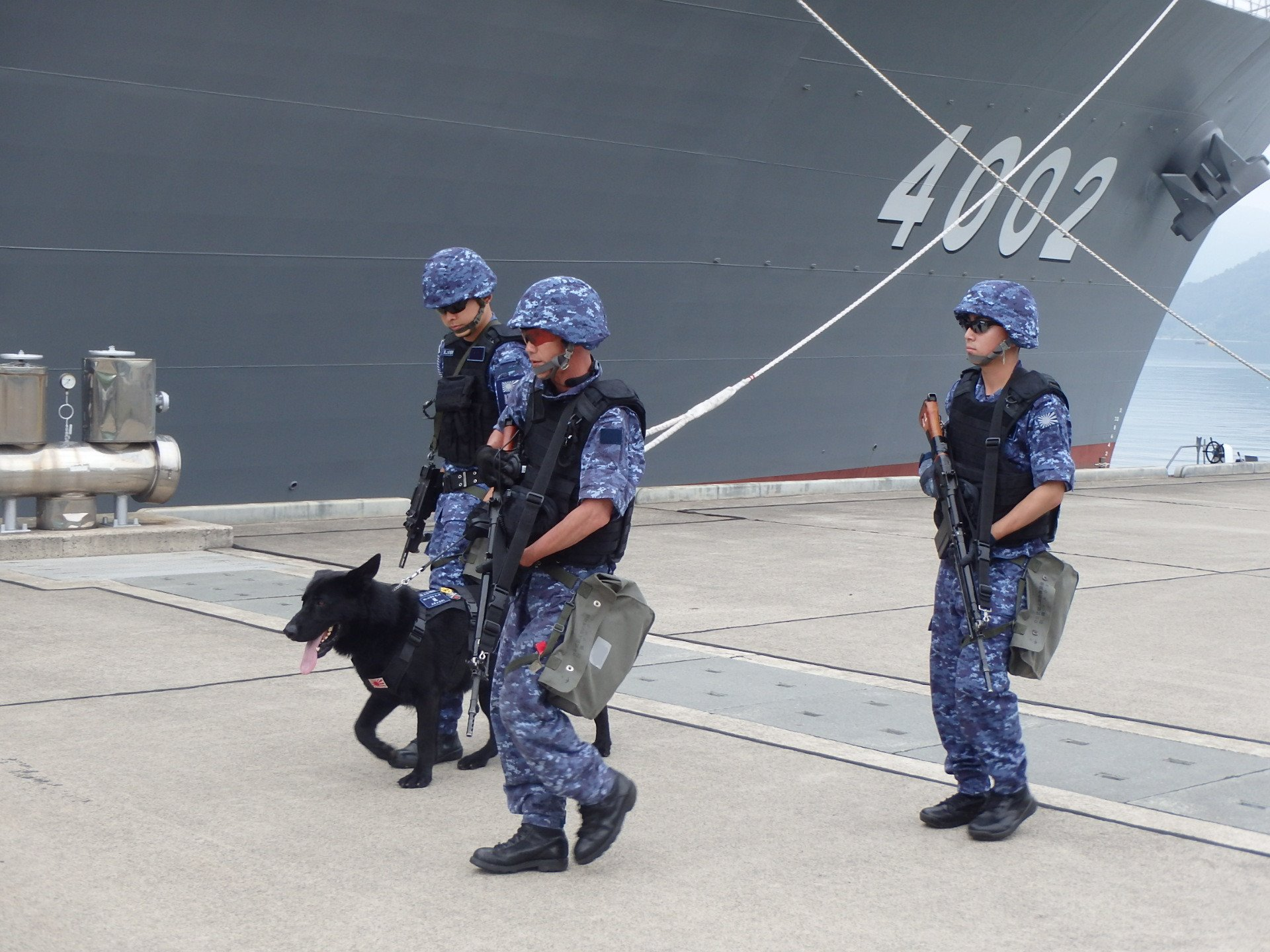
基地岸壁にて警備を行う、海上自衛隊の警備犬（シェパード）と警備班（2019年）

近代日本では秋田犬やテリアが訓練されたこともあったが、主流はジャーマン・シェパードだった。日本で近代以前に犬を武力として用いた例は知られていないが、奇策として畑時能らがスパイ代わりに犬を用いた逸話、太田資正らが伝令代わりに犬を用いた逸話が伝わっている。
近代以降において、大日本帝国陸軍では日清戦争、日露戦争にて警備犬としての犬の運用が少数みられ、1910年（明治43年）には台湾の高砂族の武装蜂起に際して探索犬として警察犬の供給を受け運用した記録が残るが、組織としての軍犬の本格的な運用は、第一次世界大戦以降、日本国内にジャーマンシェパードの移入が行われて以降である。陸軍歩兵学校内に軍犬育成所が置かれ、シェパードを中心にドーベルマンやエアデール・テリアも用いた軍用犬の育成が行われた。1928年（昭和3年）には民間団体として日本シェパード犬倶楽部（現・日本シェパード犬登録協会）が発足し、軍や警察へのシェパードの供給が行われるようになり、1933年（昭和8年）には軍用犬の受け入れ窓口として社団法人帝国軍用犬協会（現・日本警察犬協会）も発足した。満州事変で殉死した那智・金剛に初の軍用犬功労章甲号が授与された。
こうした民間からの供給経路を経て育成された陸軍の軍用犬は満州事変以降、伝令犬や警備犬として中国戦線で顕著な活躍を見せ、人間の兵士同様に犬の出征壮行が行われる例も見られるようになる。1939年（昭和14年）には、「軍用犬の出征」というタイトルの子供向きニュース映画も朝日新聞社により製作された。満州国の成立以降は関東軍も軍犬育成所を満州国領内に設立し、最盛期には3,500頭以上の軍用犬を飼育、同時期に大日本帝国海軍も警備犬として軍用犬の導入を開始した。しかし、太平洋戦争以降は連合軍側の軍用犬戦術が向上した事もあり、次第に日本側の軍用犬の活躍は見られなくなっていった。沖縄戦でも日本兵と共に多くの軍用犬が戦い、その殆どがパートナーの兵士（ドッグハンドラー<英語版>）共々戦死している。日本の軍用犬は勇敢であったが近代兵器の攻撃には余りにも無力であり、皮肉にもこの事実がアメリカ軍を始めとする近代的な軍隊から攻撃犬としての軍用犬の運用を排除する契機にもなった。
同時期、日本国内でも1944年（昭和19年）より犬猫献納運動により種別を問わず多くの犬や猫が皮革を得る材料として屠殺され、結果として日本軍の軍用犬の供給経路も消滅する事となった。前線の軍用犬も敗走の際の飢餓により、軍馬と共に友軍兵の手で食料として屠殺される例が少なくなく、敗戦後も多くの日本軍犬は復員船で帰還する事も叶わず、そのまま戦地に遺棄される事となった。不利な戦況の中、無血撤退に成功し奇跡とも讃えられるキスカ島撤退作戦でも、軍犬が置き去りにされている。日本軍の武装解除に当たっては各種の軍用動物も重要な鹵獲対象として位置付けられ、軍馬などは中国軍（国民革命軍、八路軍）に引き渡されて運用が続けられる例もあったが、軍用犬の場合は新しい主人に懐かないなどの問題からその場で敵軍に殺害される例も少なくなく、エアデール・テリアがイギリス軍に整然と引き渡された僅かな成功例が残る程度で、結局日本国内に無事に帰還出来た軍用犬は僅か数頭に過ぎず、一頭も帰還していないとされることもある。靖国神社にはこうした戦地に斃れた軍用犬を祀る軍犬慰霊像が建立されており、例年3月20日の動物愛護デーに軍犬慰霊祭が行われていたが、2012年（平成24年）以降は軍馬や軍鳩との合同での慰霊祭が、例年4月7日の愛馬の日に行われるようになった。
その一方で、国内に残された訓練中の犬も日本軍の解体により行き場を失い、戦後の食糧不足の中、口減らしの為に殺処分されたり（食料となる前提で）市場に放出されるなどして、多くは悲惨な末路を辿っていったとされており、日本シェパード犬協会の理事であった中島基熊は、戦時中の軍の威を借りた横暴な振る舞いに加え、終戦直後の犬に対する劣悪極まりない仕打ちを忘れたかのように（日本警察向けの警察犬、極東米軍や東南アジアに於ける西側同盟国軍向けの）軍用犬供給に邁進する連合国軍占領下の日本におけるブリーダーや関連団体に対して「軍犬報国の看板を警察犬に塗り替えただけの人間は、慰霊祭を行って犬に詫びるべきだ」という主旨の痛烈な批判文を残している。
1950年（昭和25年）、警察予備隊の発足と共に、旧日本軍の運用体制を参考に警備犬としての軍用犬の供給・運用が再開され、保安隊での保安犬を経て陸上自衛隊でも昭和30年代後半まで警備犬の運用が行われていたが、現在では廃止されている。一方、海上自衛隊では警備犬（けいびけん）、航空自衛隊では歩哨犬（ほしょうけん）という名称で現在も採用している（2013年（平成25年）10月1日にこちらも「警備犬」に改称）。
海上自衛隊の警備犬の中には災害救助犬の検定に合格している犬が二頭おり東日本大震災において災害出動を果たしている。そのうちの一頭、海上自衛隊呉造修補給所貯油所の警備犬の金剛丸（ジャーマンシェパード・雄）は、生存者捜索に従事し、帰還後に体調を崩して2011年8月9日に4歳4ヶ月で肺炎で死亡した。

## アメリカの軍用犬

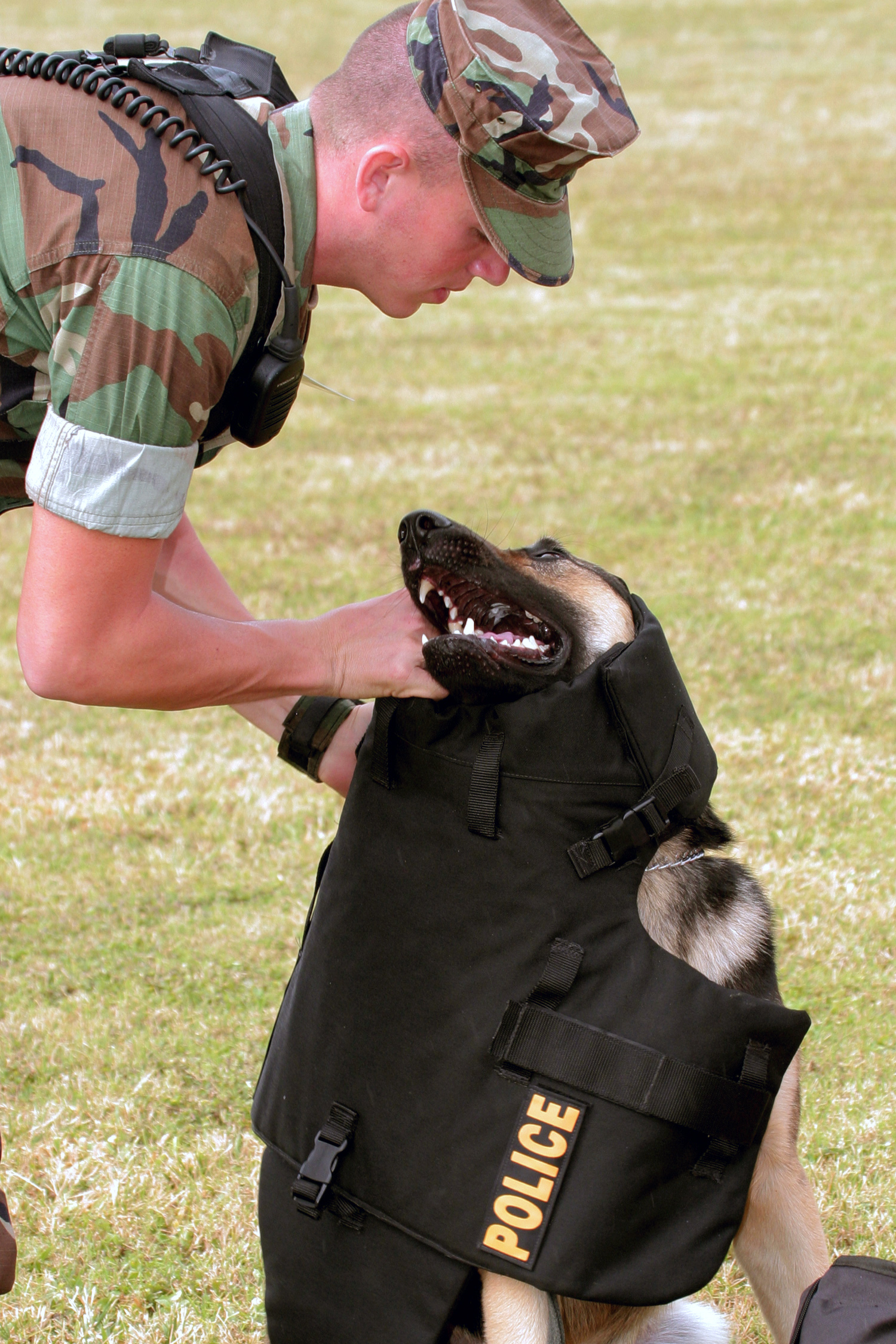
ボディアーマーを着用するアメリカ海軍の軍用犬（シェパード）

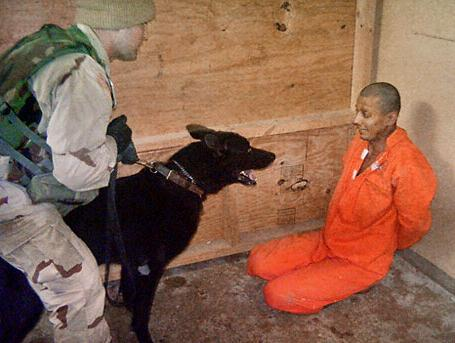
オレンジ色のジャンプスーツを着せられた囚人をアメリカ兵が軍用犬で脅しているとされる写真。2004年5月にワシントンポストがアブグレイブ刑務所の捕虜虐待の一例として報じたもの。

古くはセミノール戦争や、アメリカ独立戦争にて伝令犬としての運用記録があるが、第一次世界大戦期にはなどを始めとする兵士の士気向上の為の軍事マスコットとしての利用に留まり、本格的な軍用犬の運用は第二次世界大戦期より始まった。当初は太平洋の島嶼戦に於いて、日本人のみを選別して殺傷する目的で訓練が行われ、日本兵の捕虜を利用したり、日系アメリカ人部隊が訓練標的に志願した事などにより、大型犬を中心とする軍用犬部隊が組織されたが、彼ら自身が余りにも従順であった事と、前述の通り砲撃の轟音に弱かった事から数百万ドルの金銭的な損失を出したのみで終わり、このような攻撃犬としての運用は放棄された。戦後、こうした軍用犬のうち549頭が帰国したが、多くは戦時中のハンドラーにそのまま引き取られる形でしか市中に戻れず、最終的に4頭は市民生活に完全に復帰する事が出来なかった。こうした第二次大戦中の軍用犬で最も著名な犬がヨーロッパ戦線に於いてハンドラーを守る為にイタリア軍の機関銃陣地へ突入、そのまま陣地を陥落させるも負傷して退役、殊勲十字章やシルバースター、パープルハート章の授与を受けたチップス (犬)であろう。
その後は主に地雷などの爆発物を検知する検知犬や、歩哨犬としての運用が主となっており、ベトナム戦争では4,000頭以上の軍用犬を投入、ブービートラップの発見などで成果を上げているが、戦争終結後に帰国できた犬は僅か200頭余りだったと言われる。軍用犬の戦死や、敗走の際の遺棄などはハンドラーのベトナム帰還兵にもPTSDを患わせる結果を生んだ。彼らの多くは「軍用犬を戦地に見捨てる事は自らの子を置き去りにする事に等しい」と述べており、こうした事態を重く見た米国政府は2000年11月、ビル・クリントン大統領の署名により、「軍事作業犬の帰還プログラム」を成立させ、アフガニスタン紛争やイラク戦争に参戦した軍用犬が里親の元で適切に市民生活に復帰する為の取り組みを開始した。なお、犬に対する粗略な扱いがあった場合、軍法会議へかける正当性を担保するため、犬にはハンドラーと同等以上の階級が与えられている。
現在でも多くの軍用犬がアメリカ軍では運用されており、2011年にはNavy SEALsが運用するマリノア犬の「カイロ」が、海神の槍作戦（ウサーマ・ビン・ラーディンの殺害）に参加して成果を挙げている一方で、イラク戦争に於ける捕虜収容所
やグアンタナモ湾収容キャンプなどにおいて、尋問の際に軍用犬を捕虜や収容者にけしかける脅迫が用いられているとして新たな人道上の問題を生み出している。
2019年10月26日、ISIL指導者アブー・バクル・アル＝バグダーディーを急襲したカイラ・ミューラー作戦では、軍用犬コナンがバグダーディーを追い詰める最終的な役割を果たし、自爆に巻き込まれて負傷した。当初犬種と名前は、作戦に参加した部隊名を秘匿するために公表されなかったが、後にベルジアン・シェパード・ドッグ・マリノアのコナンという名が明らかにされた。ドナルド・トランプ大統領は、コナンをツイッターにてアメリカの英雄と称えた。

## ドイツの軍用犬
1914年、ドイツ軍は牧羊犬として用いられていたシェパードを軍用犬として使用開始した。

## スロベニアの軍用犬
スロベニアにおいて初めて使われたのは、1991年の十日間戦争であった。当時は主として重要な建物、倉庫、交通の要所での警備犬として数名の国土防衛隊隊員によって使われていた。十日間戦争終結後、ハンドラー養成のため、第1特殊旅団が編成されている。

## ハンガリーの軍用犬
ハンガリーでは、2005年後半に爆発物・武器破壊（EOD）を目的とする軍用犬特殊班を編成し、EOD大隊に編入させ活動を開始した。2007年の初めに、アフガニスタン北部で爆発物探知犬数頭がアフガニスタン北部で活動していたハンガリー地方復興支援部隊に配備され、同支援部隊の要員として爆発物探知、及び空港の警備の役割を担っている。

## イスラエルの軍用犬
イスラエル陸軍歩兵科には軍用犬の運用を集中的に行う特殊部隊"第7149"オケッツ"部隊"が編成されている。1930年代からハガナーの部隊として活動していたが1954年に一度解隊され、現在のオケッツ隊は1974年に再編されたものである。

## 軍用犬の役割
警備・哨戒
夜間に見張りをさせ、不審な人物が来たら吠えさせる。また、近くに隠れている敵兵の臭いや音を感知させる。場合によっては直接攻撃させて制圧するよう訓練することもある。拠点警備のみではなく、野戦における前線投入も行われている。
探知
負傷兵の捜索
戦場で動けなくなっている負傷兵をいち早く発見させる。
地雷や爆発物の探知
犬の優れた嗅覚を用いて、埋設された地雷や車両・器材に隠された爆発物などを探知させる。地雷探知機で発見できない地雷でも発見できる。
戦闘
犬の戦闘力を用いて直接敵兵を攻撃させる。古代では刃物を放射状に配置した首輪をつけ敵軍に突撃させて敵兵を殺傷させるようなことが行われていた。現在では戦闘目的のみで訓練することはほとんどない。
対戦車犬（地雷犬）
対戦車地雷を背負わせ敵戦車の下に潜り込ませて破壊させる。第二次世界大戦中にソビエト連邦軍が用いた。
伝令
背嚢に文書を入れ、伝令として前線の将兵に命令を伝える。
輸送
弾薬運搬車を引かせて機関銃陣地などに弾薬を運ばせる。また、医薬品運搬や通信線敷設にも用いられた。第一次世界大戦前後のヨーロッパでは荷車（ドッグカート）で犬に荷物を運搬させる手段が広く用いられていた為、これを転用する形でベルギー軍やフランス軍等で使用されたが、塹壕戦の出現以降はこうした運用は行えなくなった。第二次世界大戦中にはソビエト連邦軍が負傷者の運搬に犬を用いていた。犬は雪中や爆撃孔（クレーター）を越えて運搬する能力に優れていた為である。

## 画像

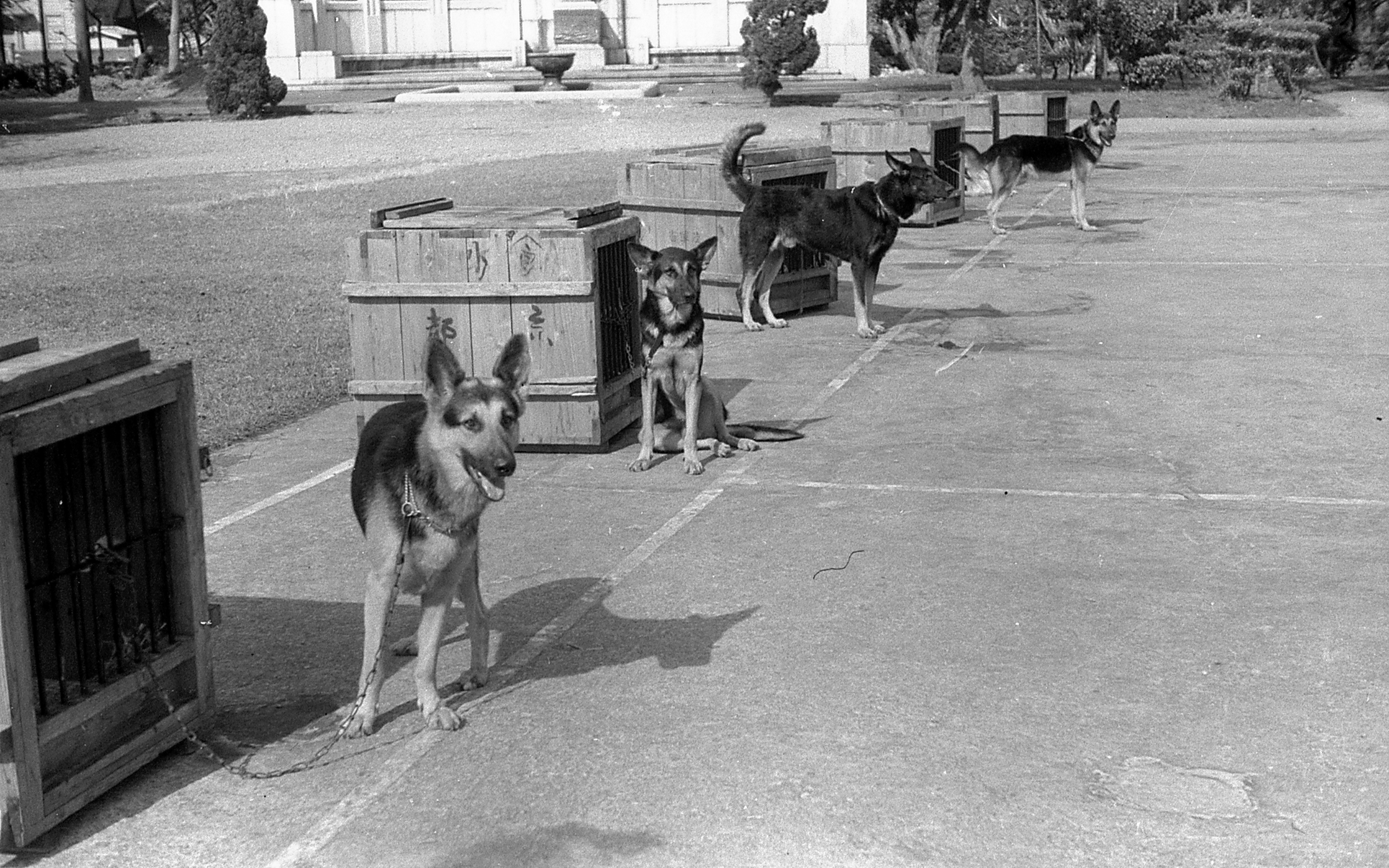
鄧南光（中国語版）により、1940-1945年の間に台北市にて撮影された日本陸軍の軍用犬達。4頭ともシェパード系の犬種とみられる。
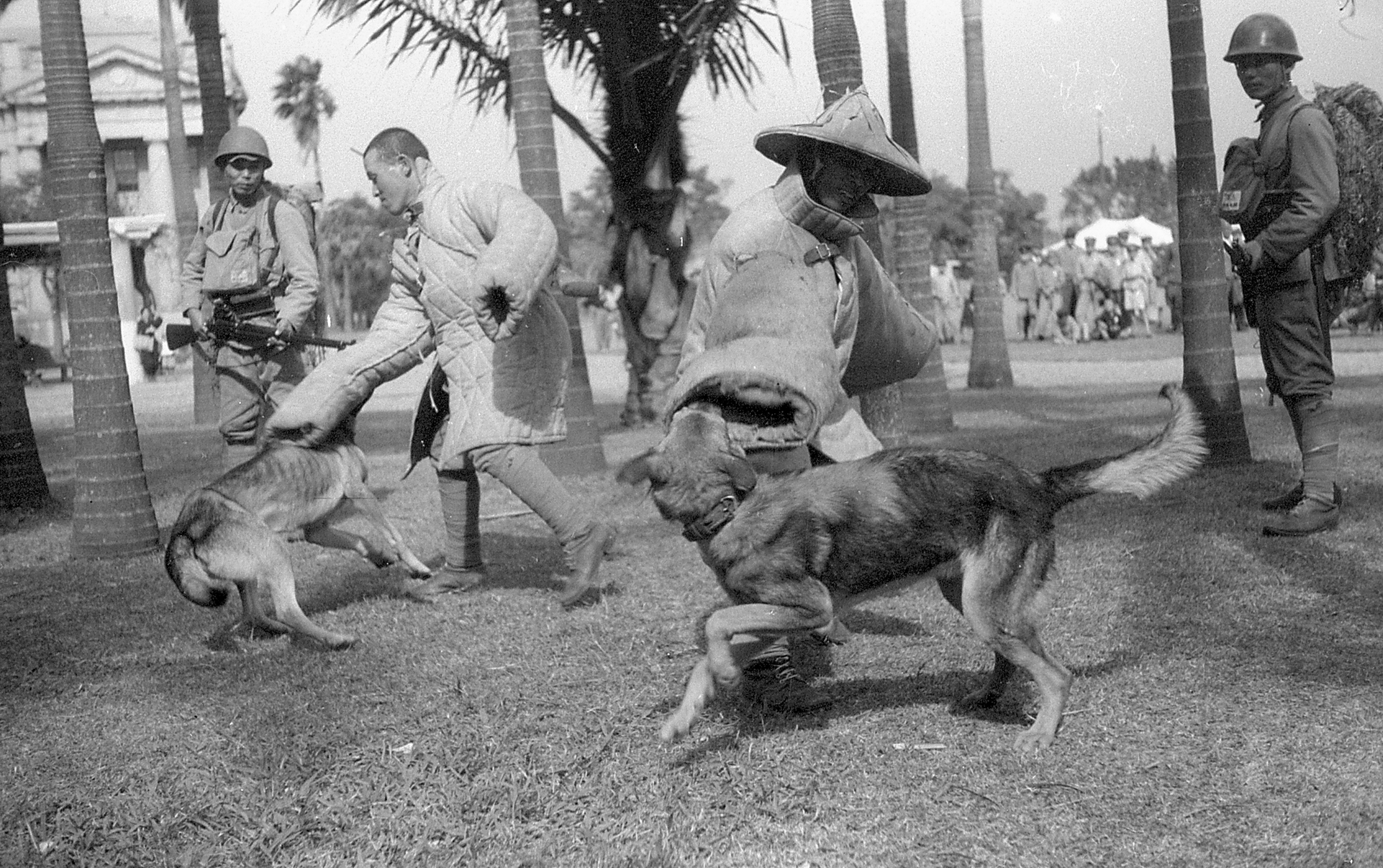
戦闘訓練中の日本陸軍の軍用犬達。攻撃犬としての運用が行われていた実像がうかがえる。丹前に似た綿入れ服を着用し、標的役となっている2名も軍靴と巻脚絆を履いている事から、日本兵自身が標的役となり訓練を行っていたものとみられる(1940-1945年、鄧南光撮影)。
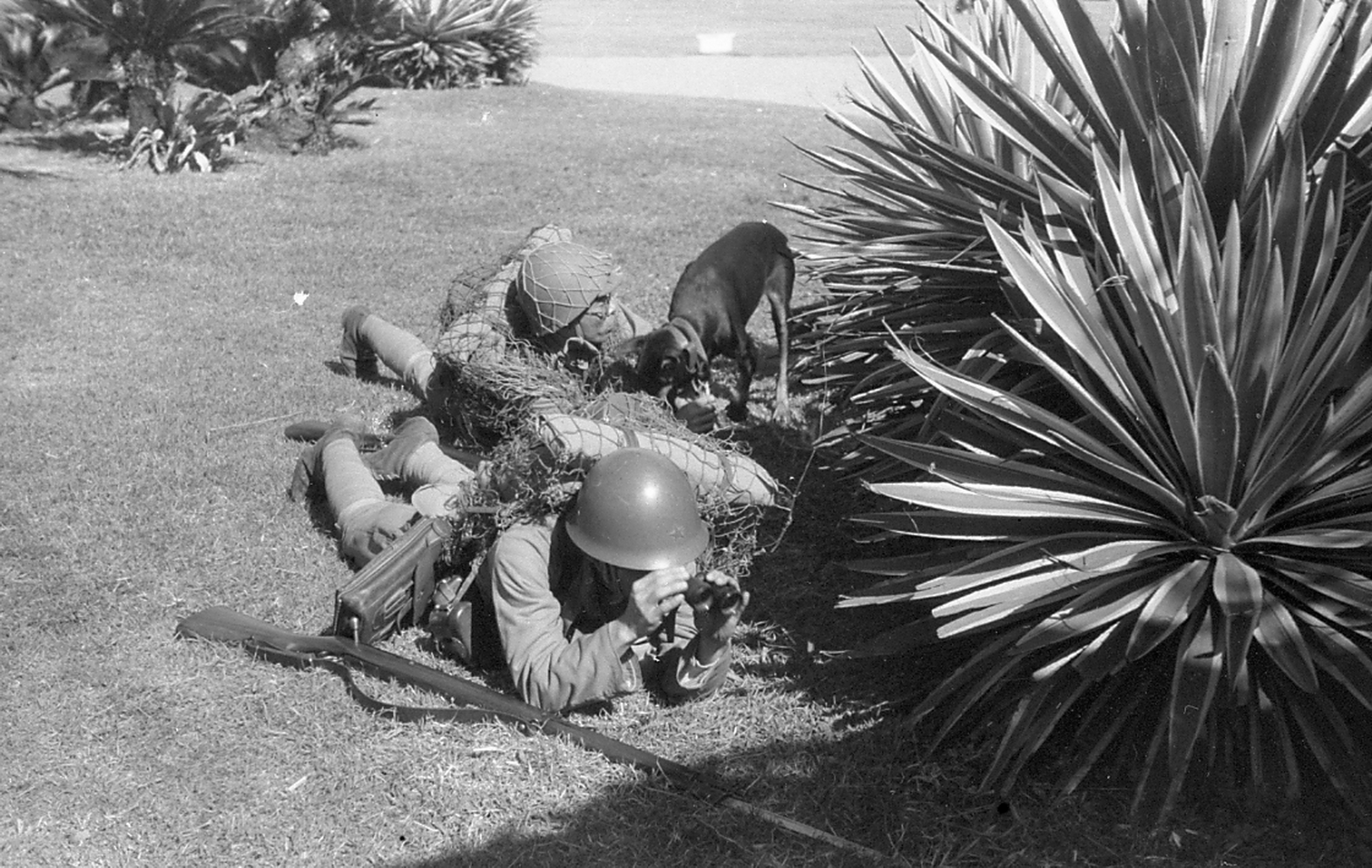
陸軍兵達と共に野戦訓練に参加する軍用犬。中国語のテロップでは『青年軍（中国語版）訓練』とされているが、小銃や鉄帽などの軍装品から、日本陸軍の台湾人兵士達であるとみられる(1940-1945年、鄧南光撮影)。
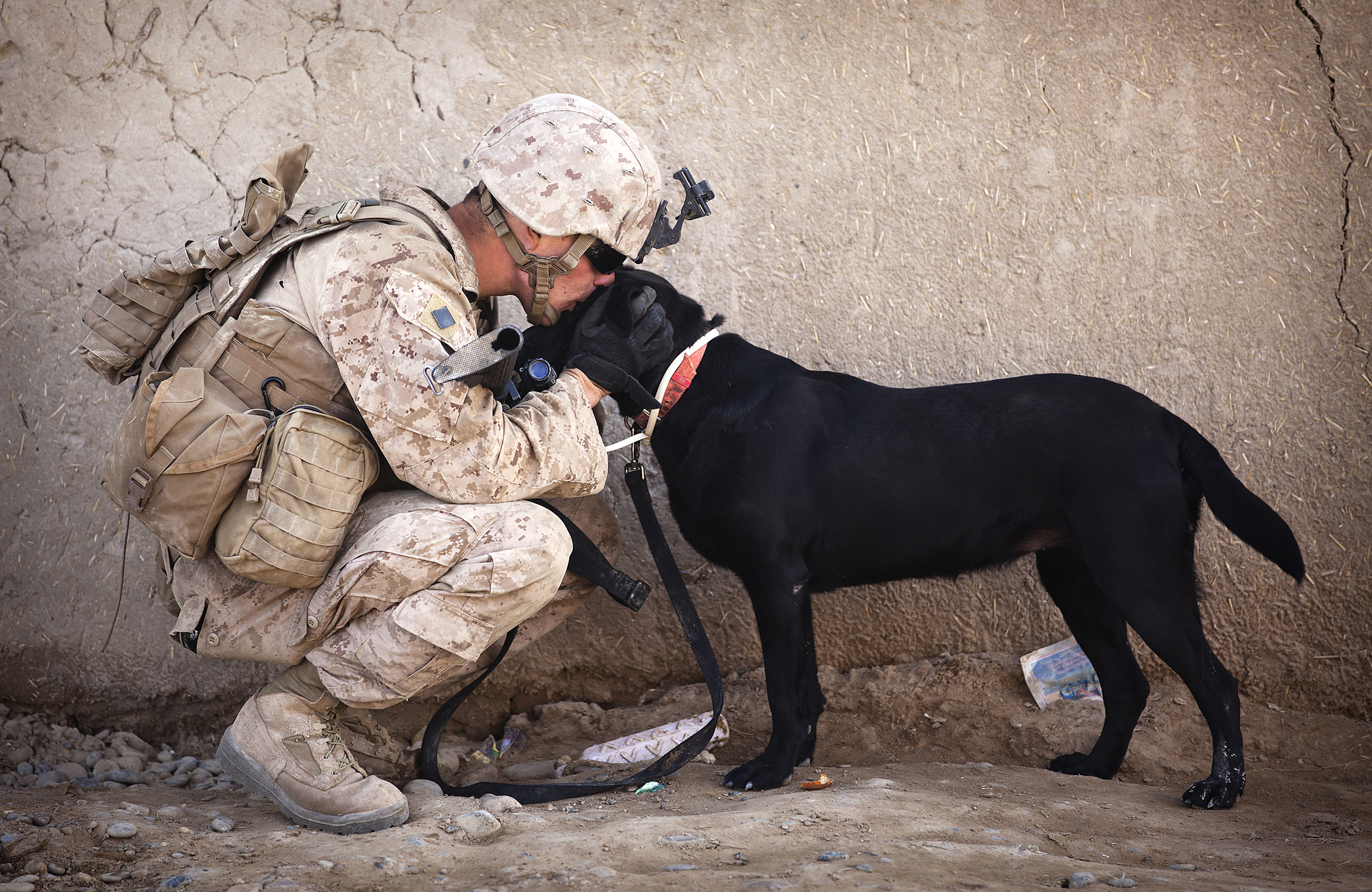
アメリカ海兵隊の軍用犬
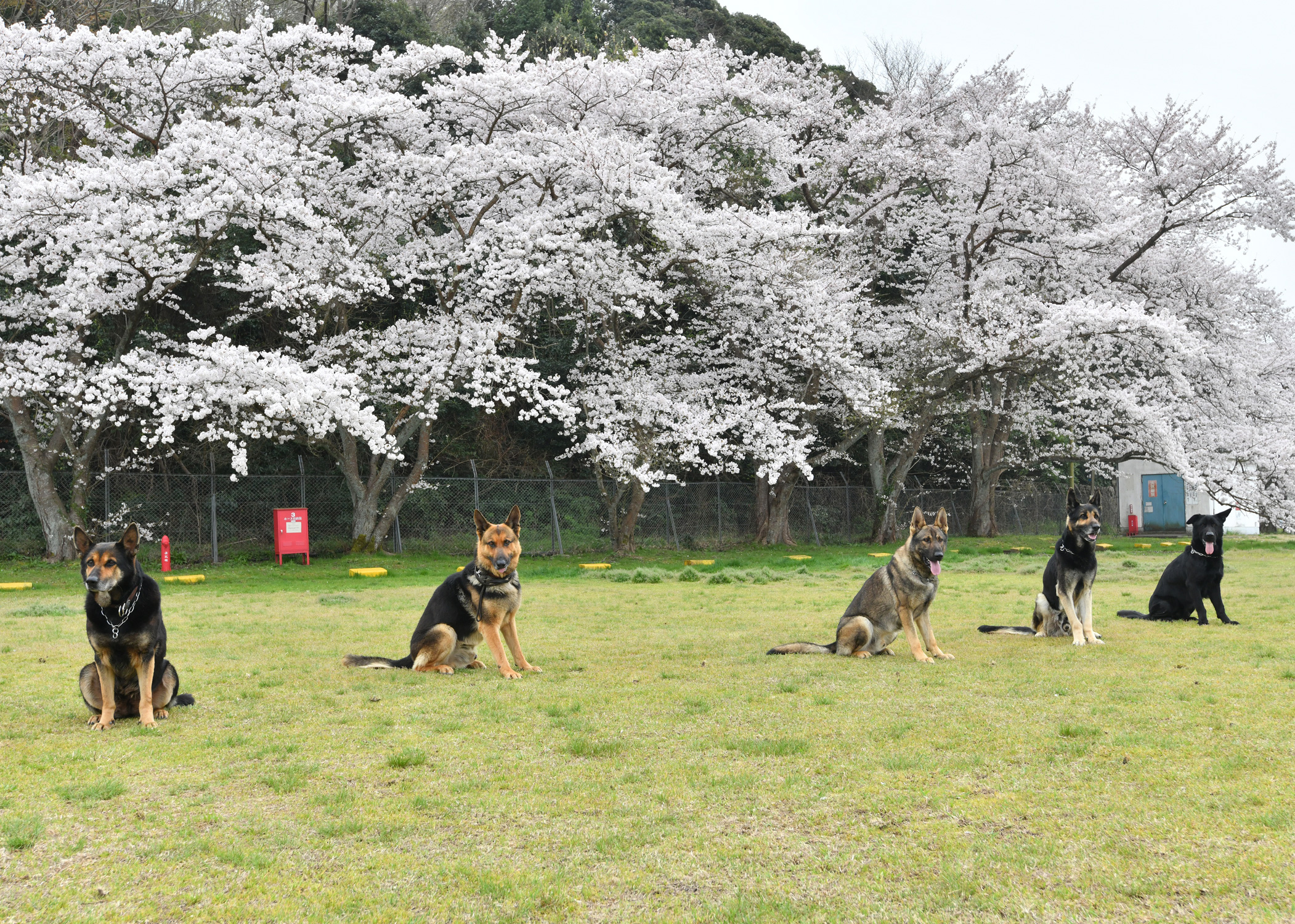
満開の桜と、海上自衛隊舞鶴警備隊の警備犬たち
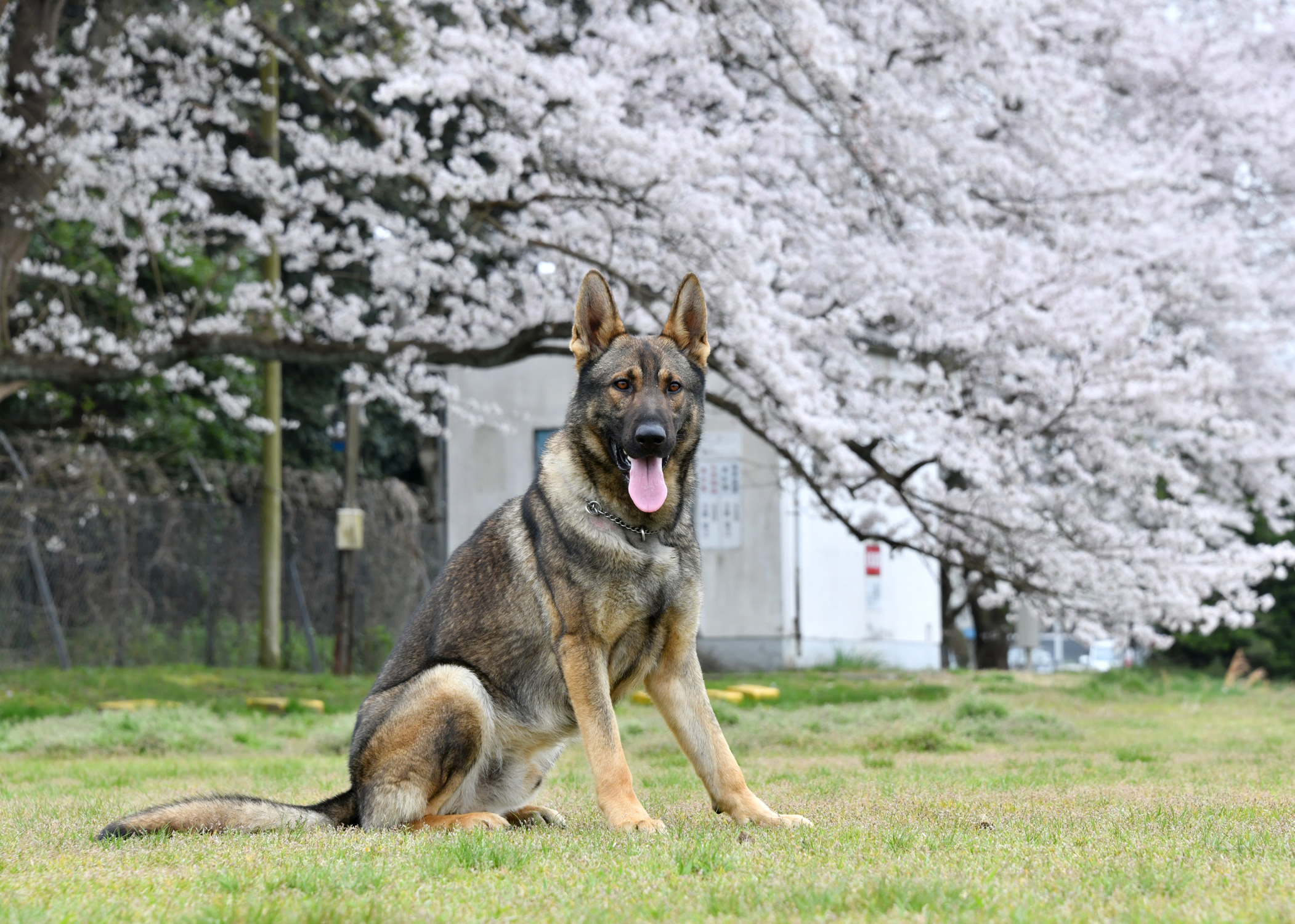
海上自衛隊の警備犬「昴輝（こうき）」
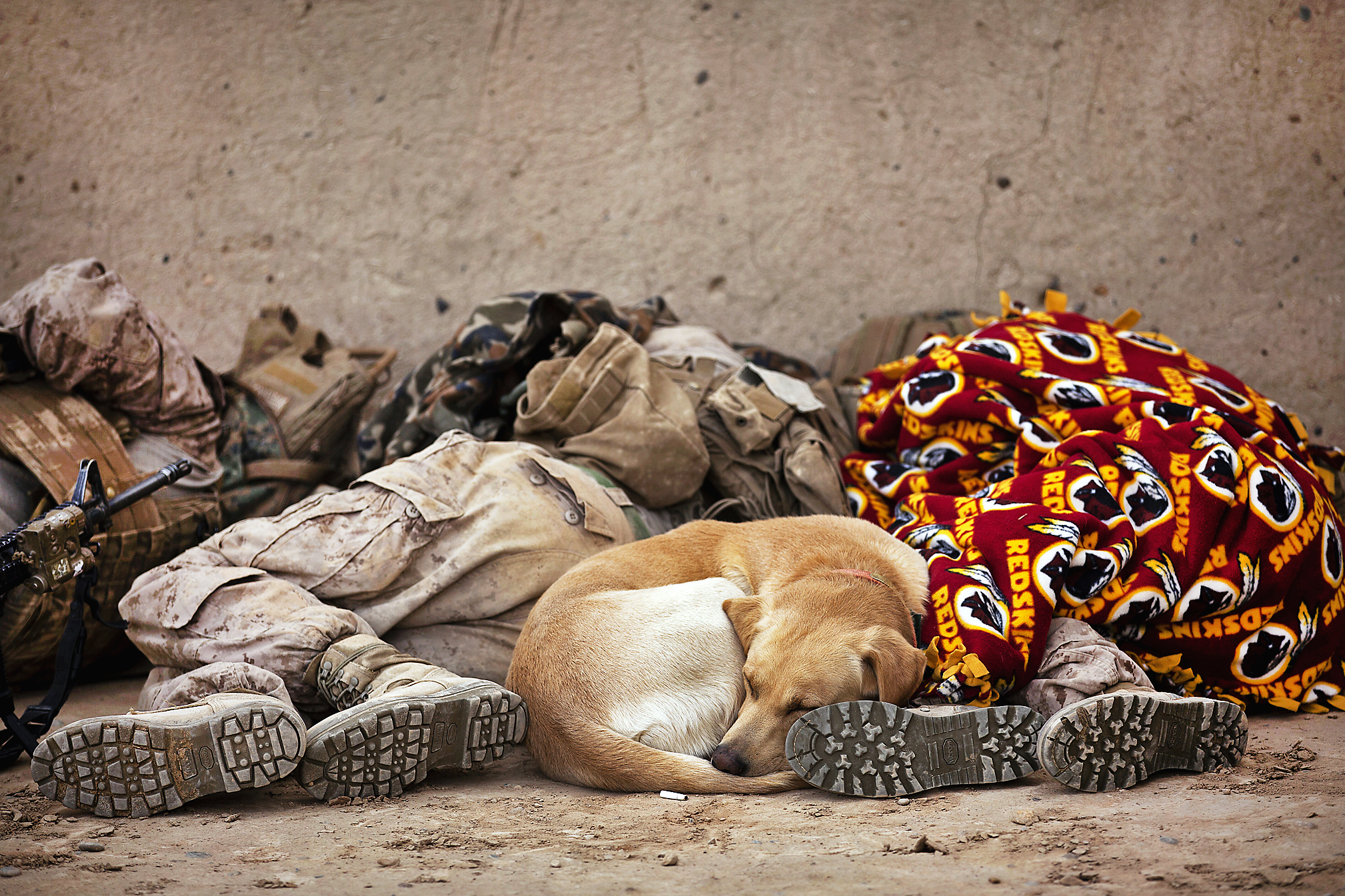
ハンドラーとともに仮眠をとるアメリカ海兵隊の軍用犬
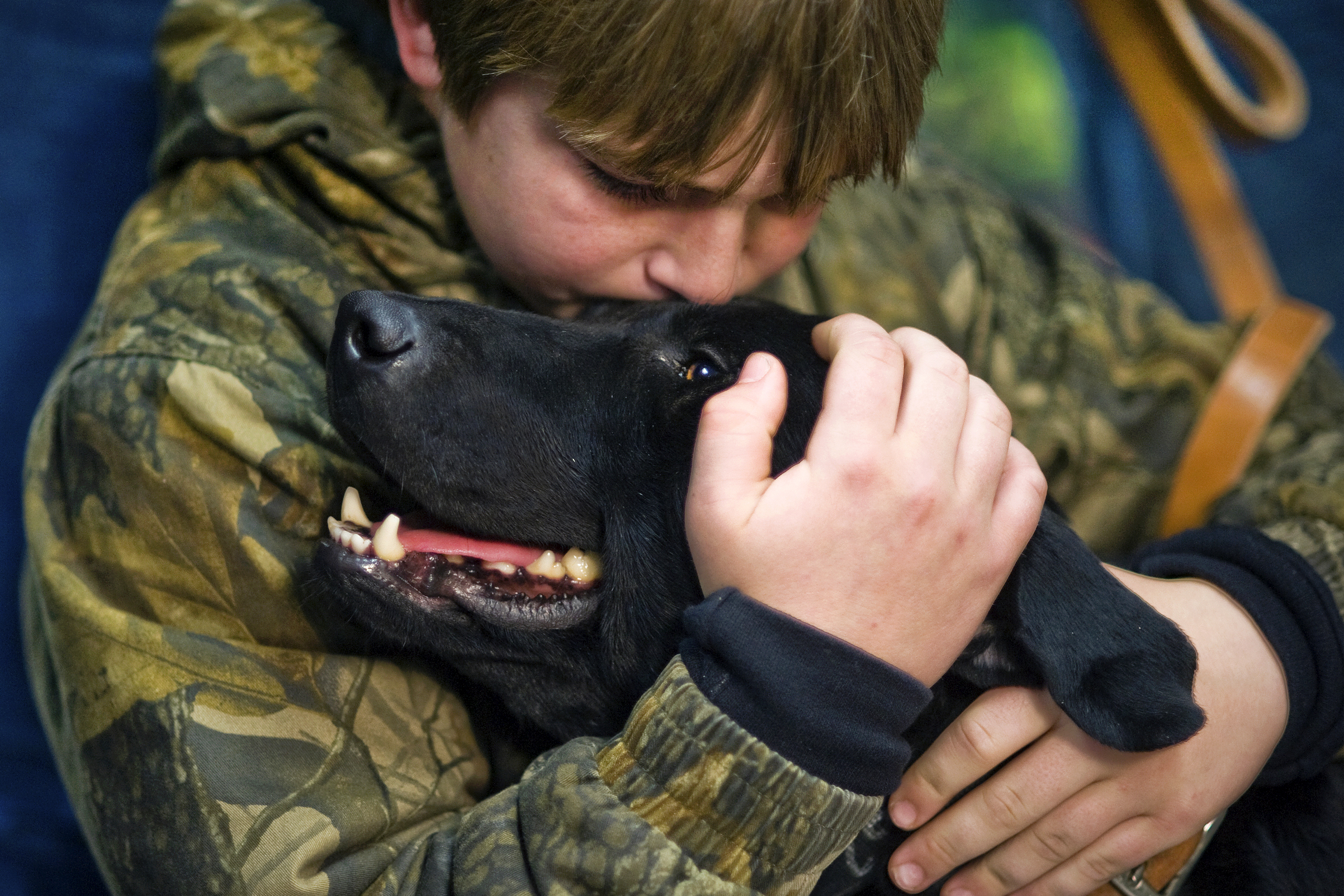
戦死したコルトン・ラスク上等兵の相棒だった軍用犬のエリ。エリは退役後に上等兵の遺族に引き取られた。
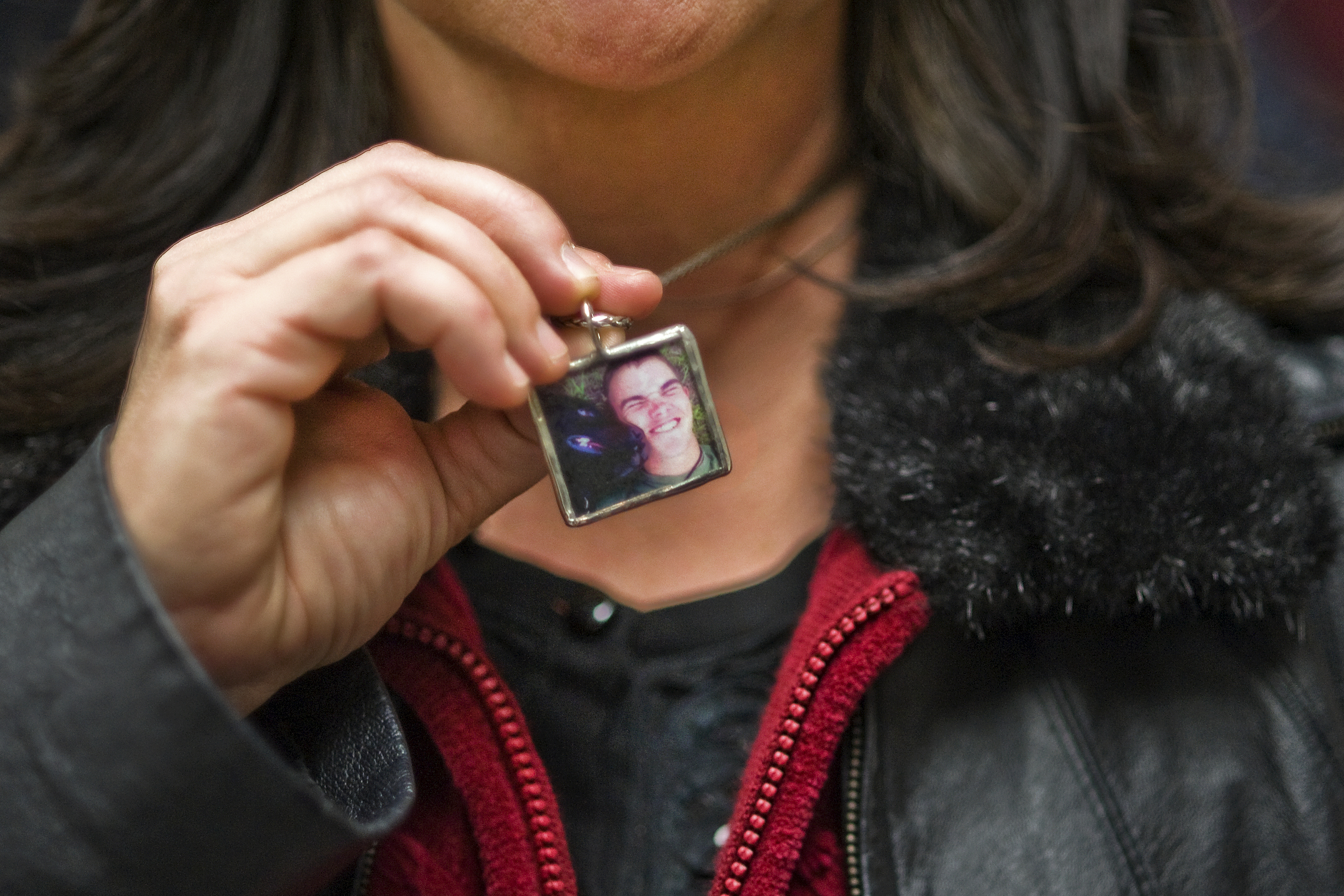
ラスク上等兵の遺品のペンダント。
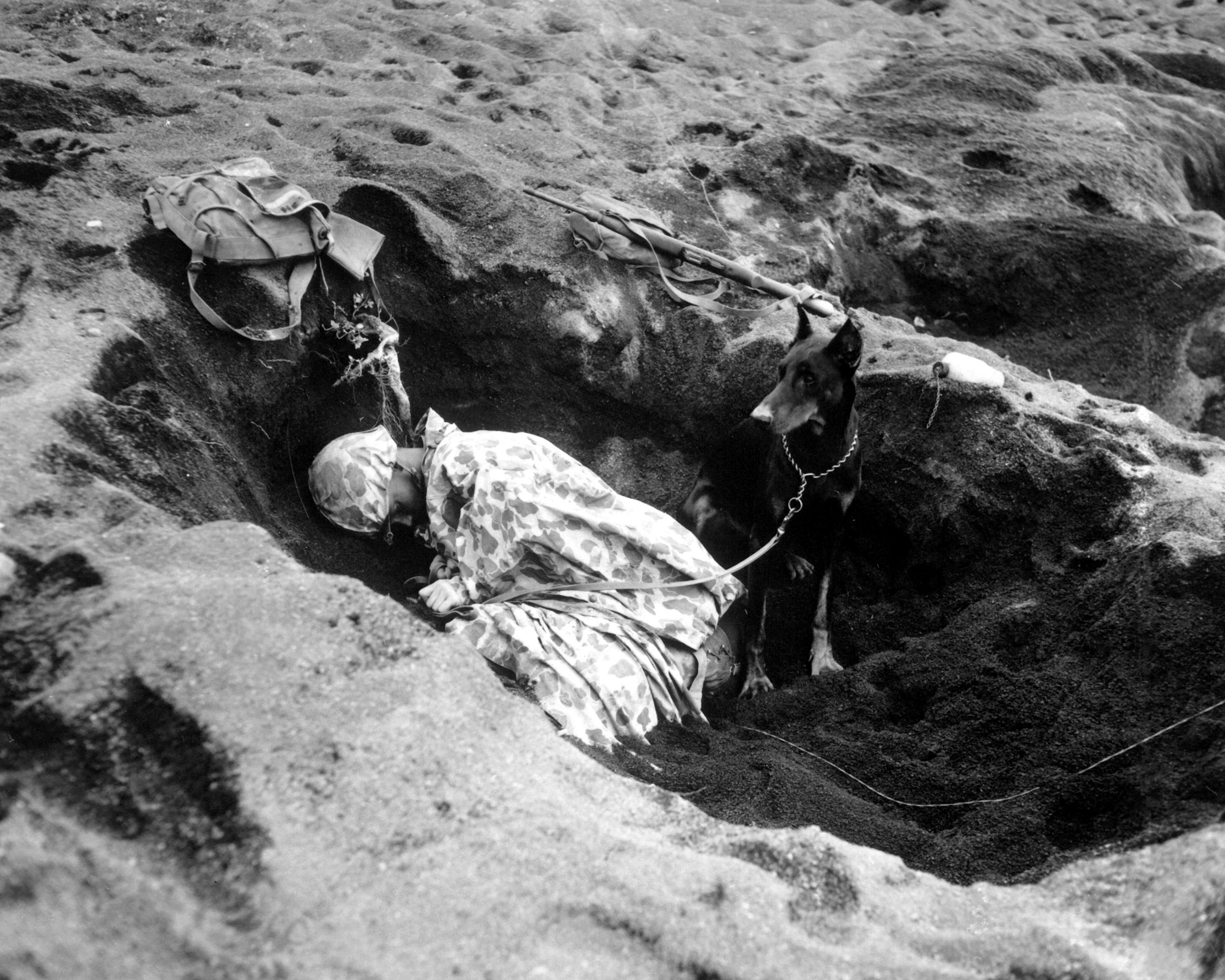
アメリカ海兵隊の軍用犬（1945年硫黄島）
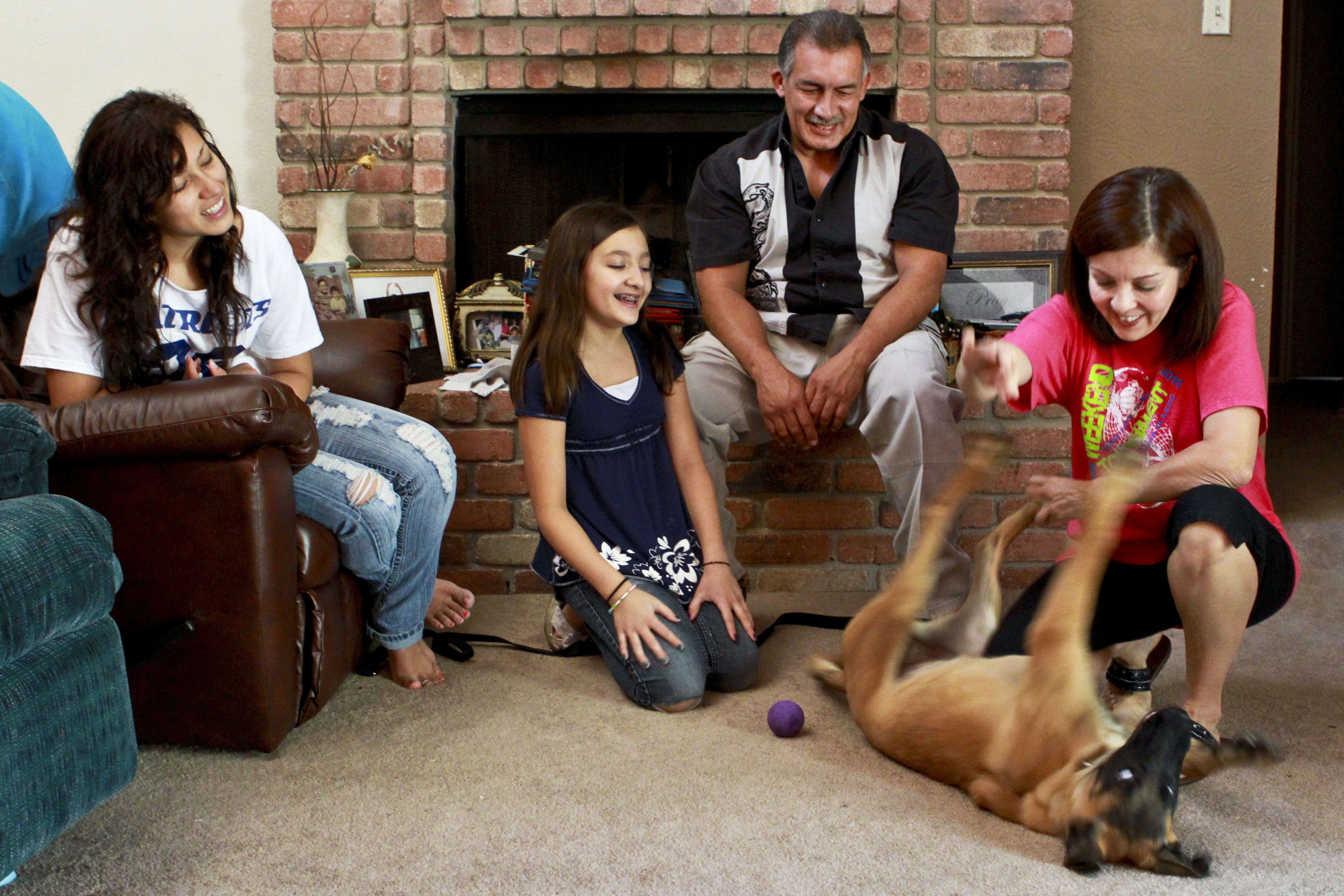
アメリカ軍の軍用犬は民間の家庭に預けられ5か月間育てられる
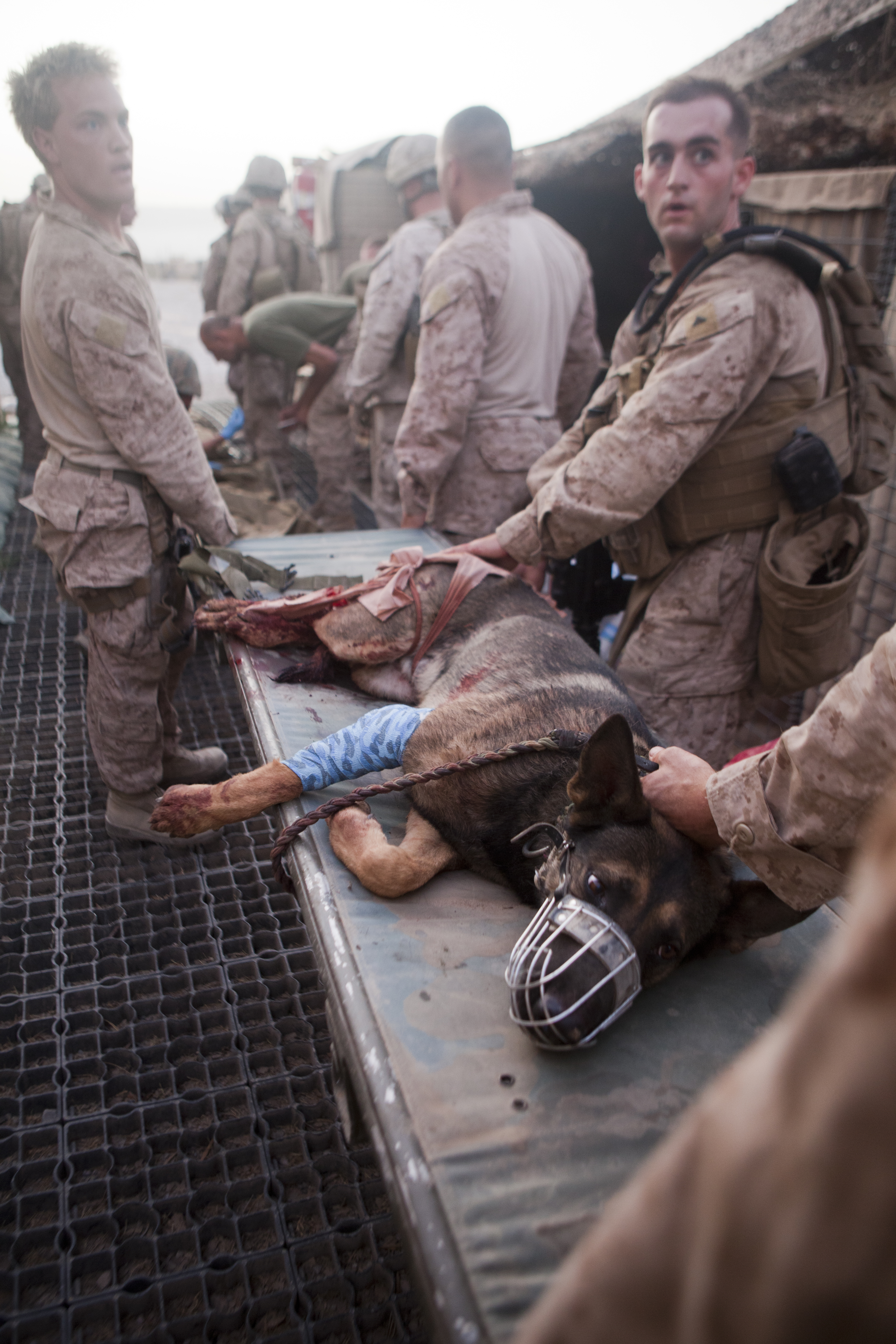
アフガニスタンの戦闘で負傷したアメリカ海兵隊の爆発物探知犬
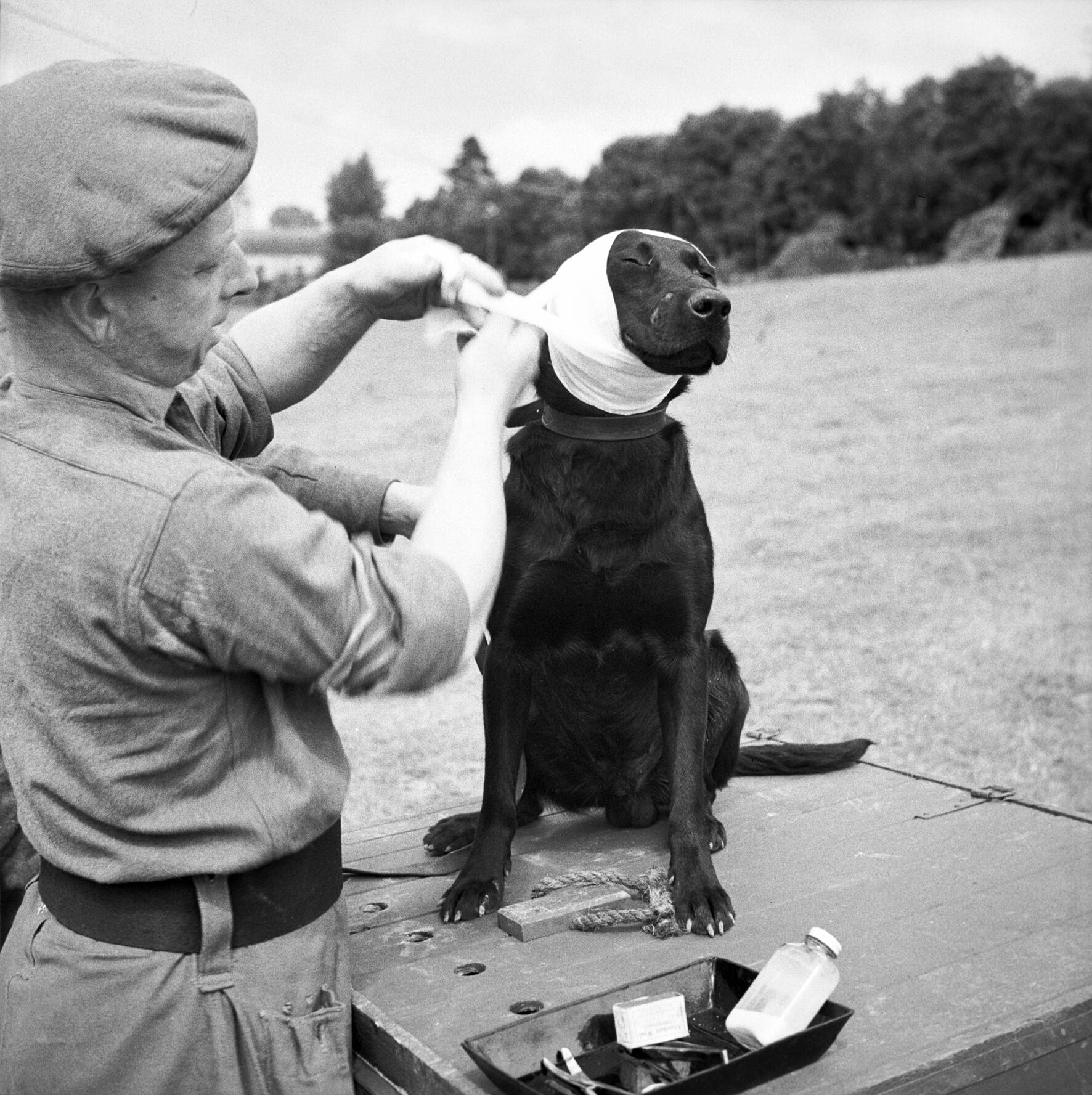
1944年7月、バイユーにて治療を受けるイギリス軍の地雷探知犬（1944年）
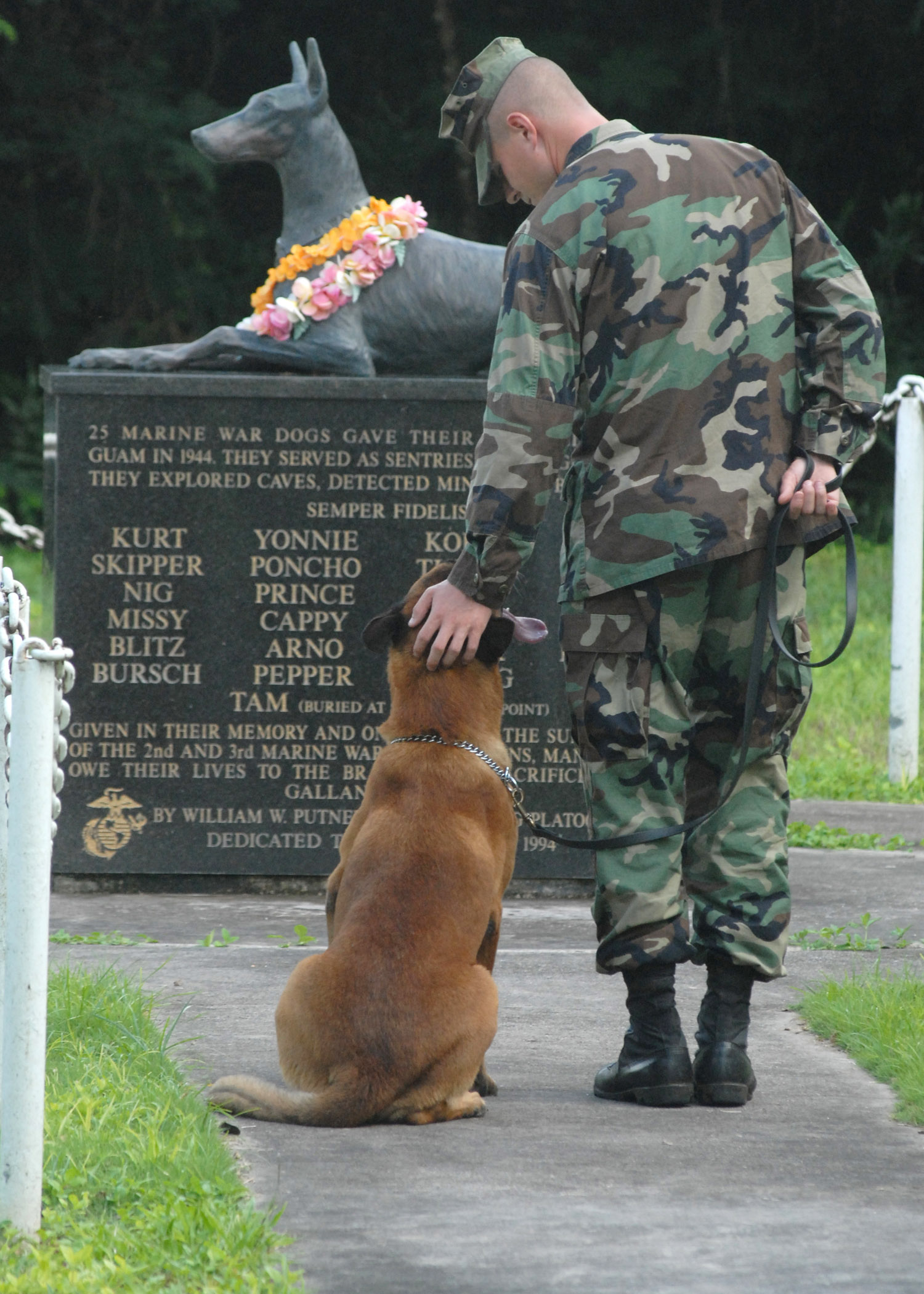
グアム海軍基地の軍用犬墓地を訪れるアメリカ海兵隊の軍用犬とハンドラー
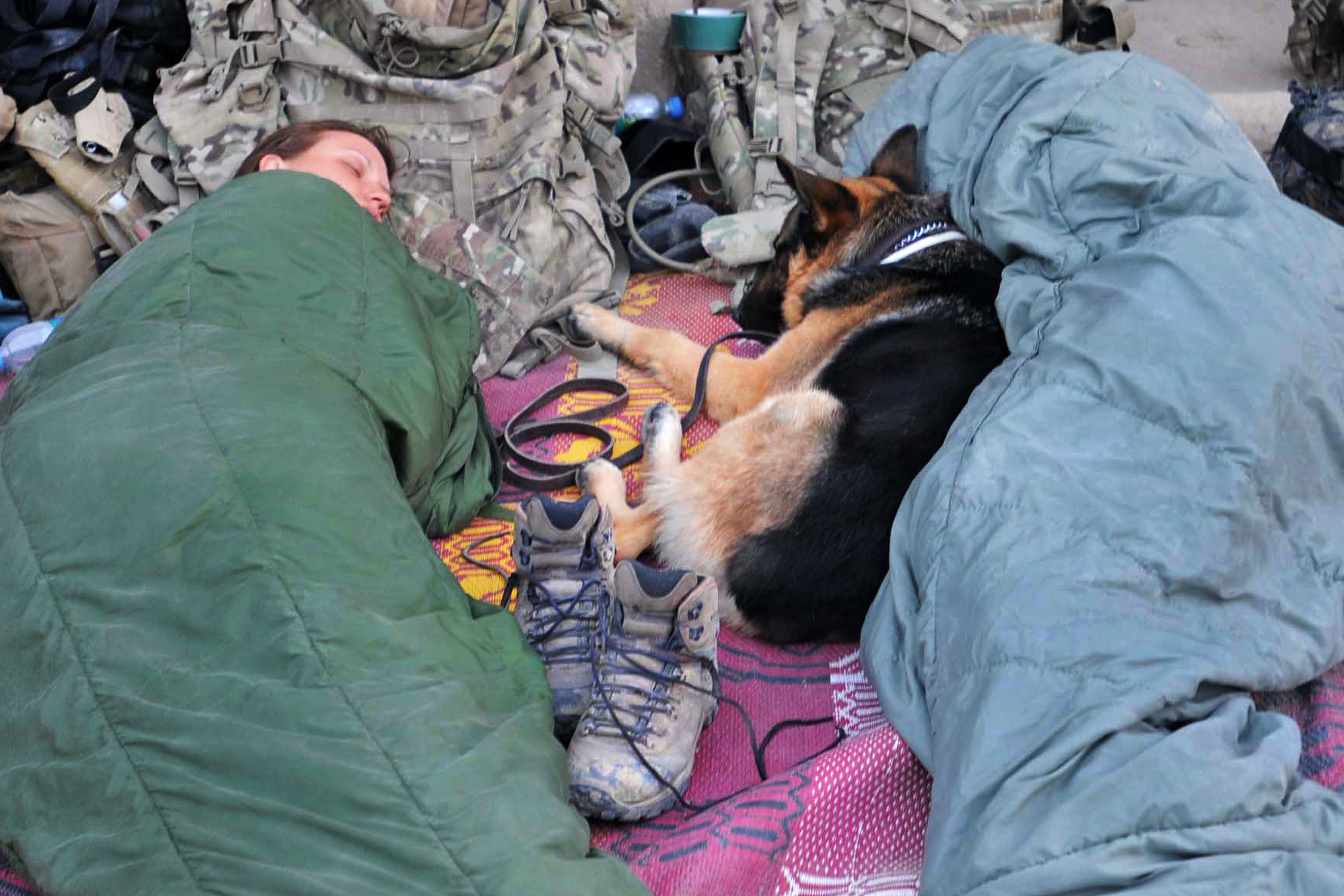
アフガニスタンの戦場で睡眠を取る軍用犬と女性ハンドラー
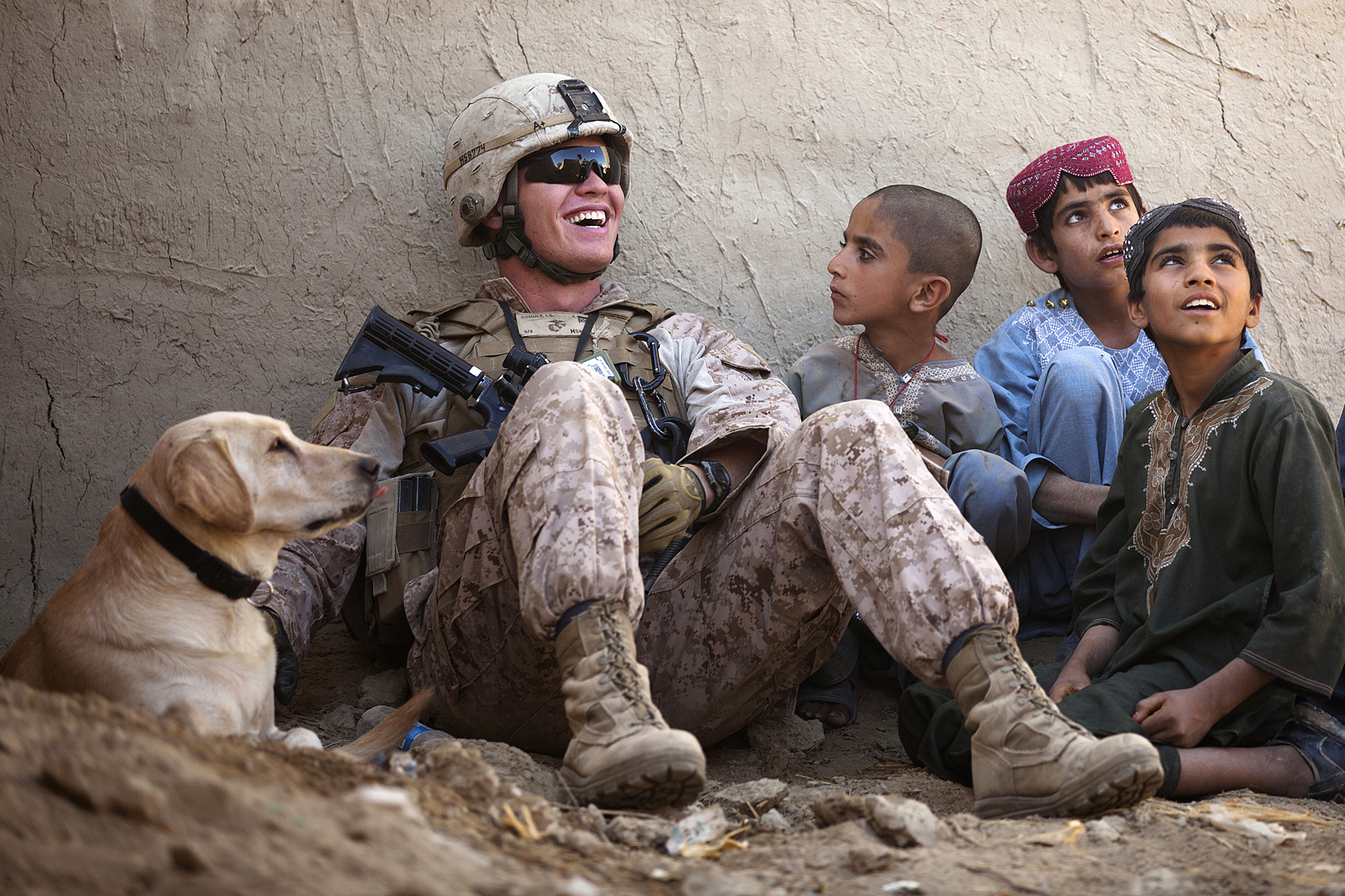
アフガニスタンの子供と触れ合うアメリカ海兵隊の軍用犬
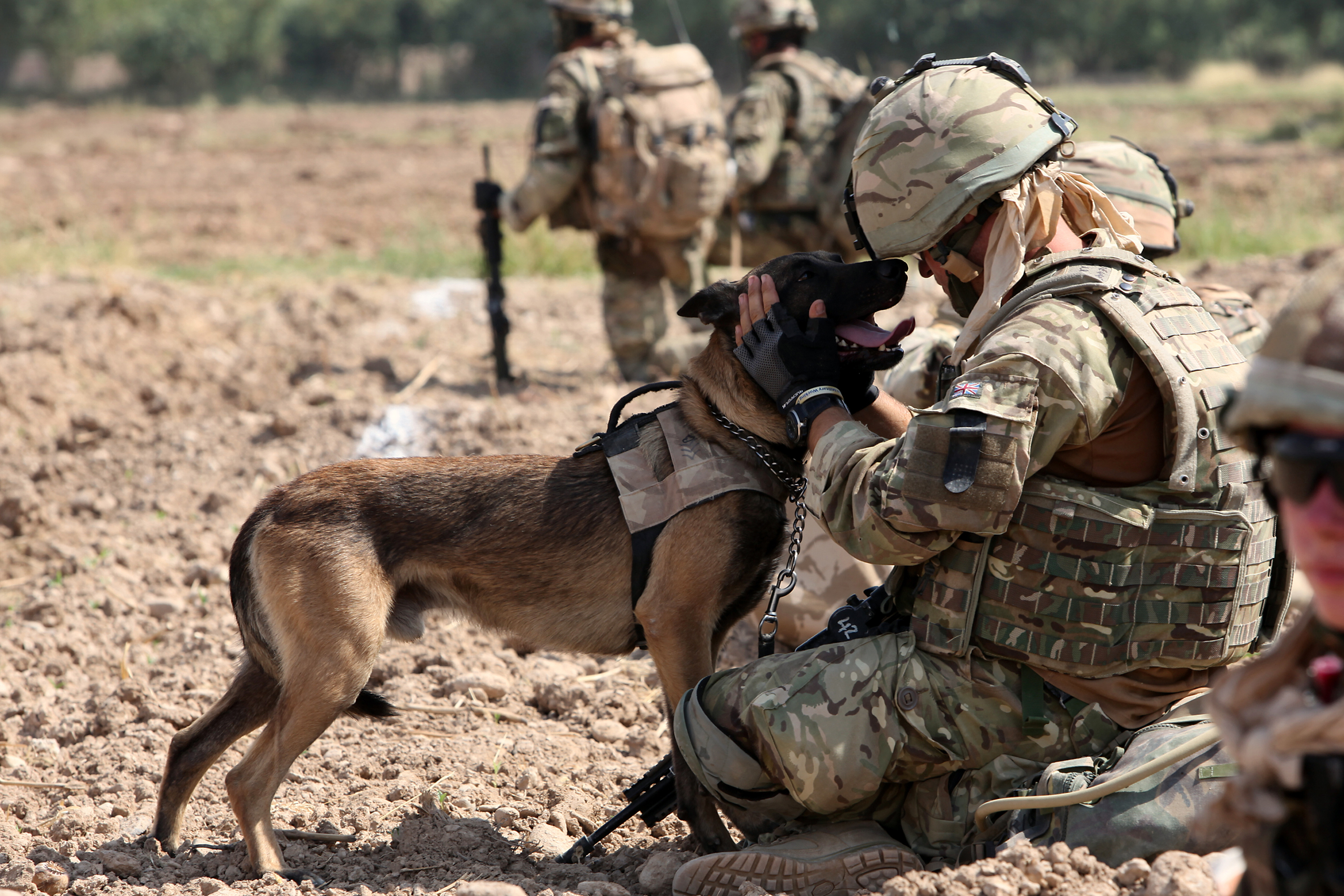
イギリス軍の軍用犬
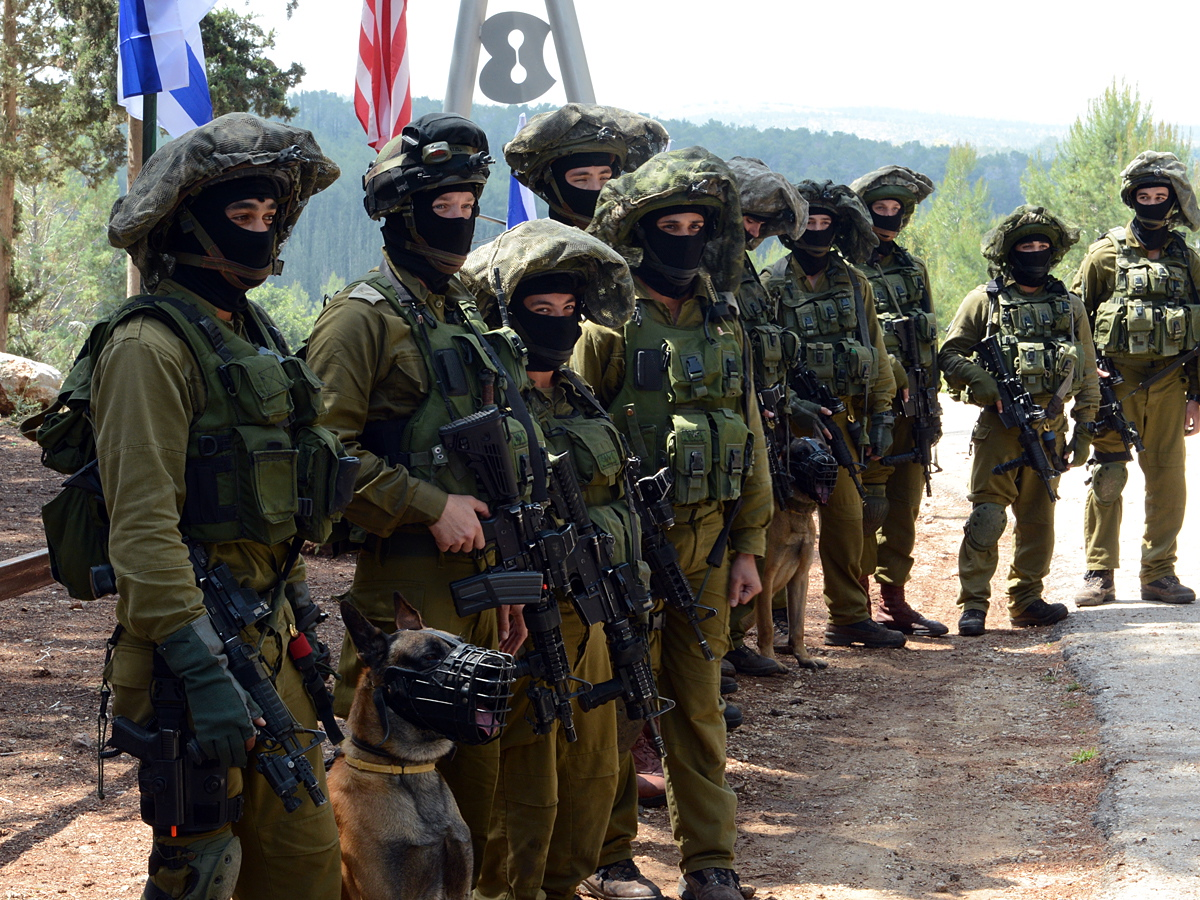
イスラエル陸軍の軍用犬運用特殊部隊、オケッツ（英語版）。
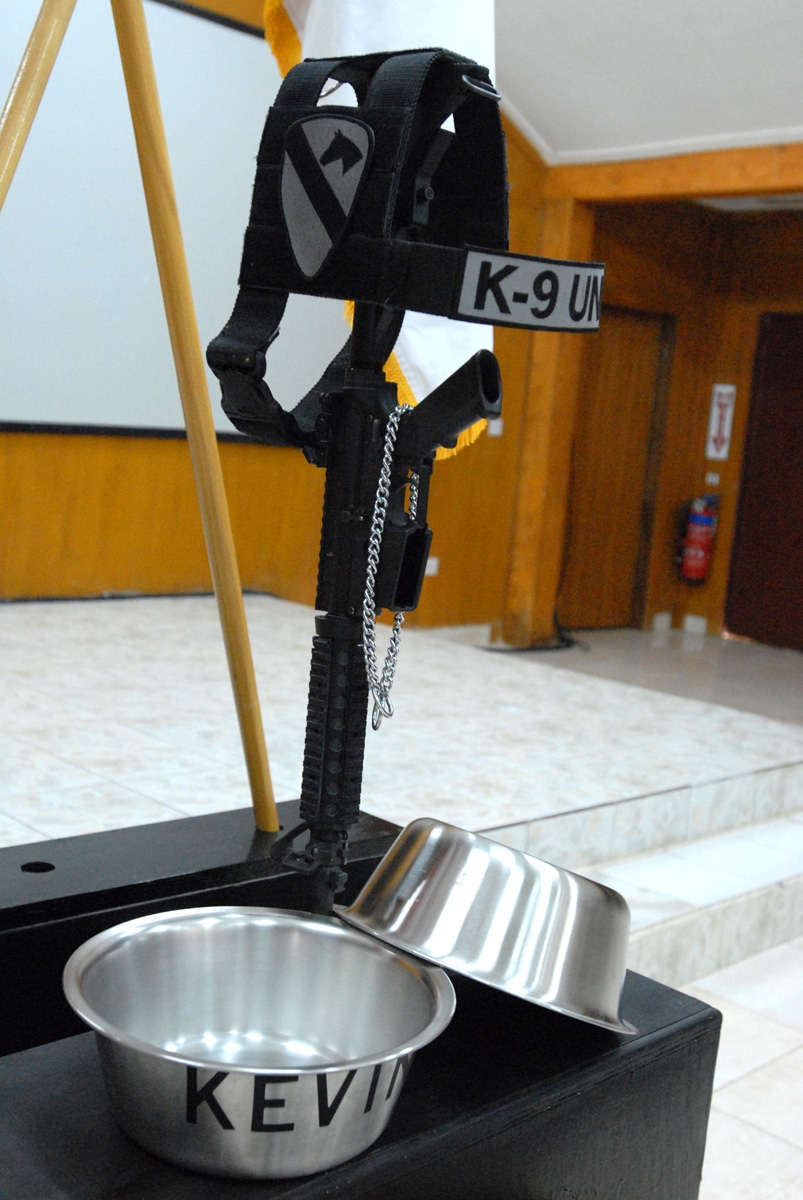
戦死したアメリカ陸軍の軍用犬のバトルフィールド・クロス
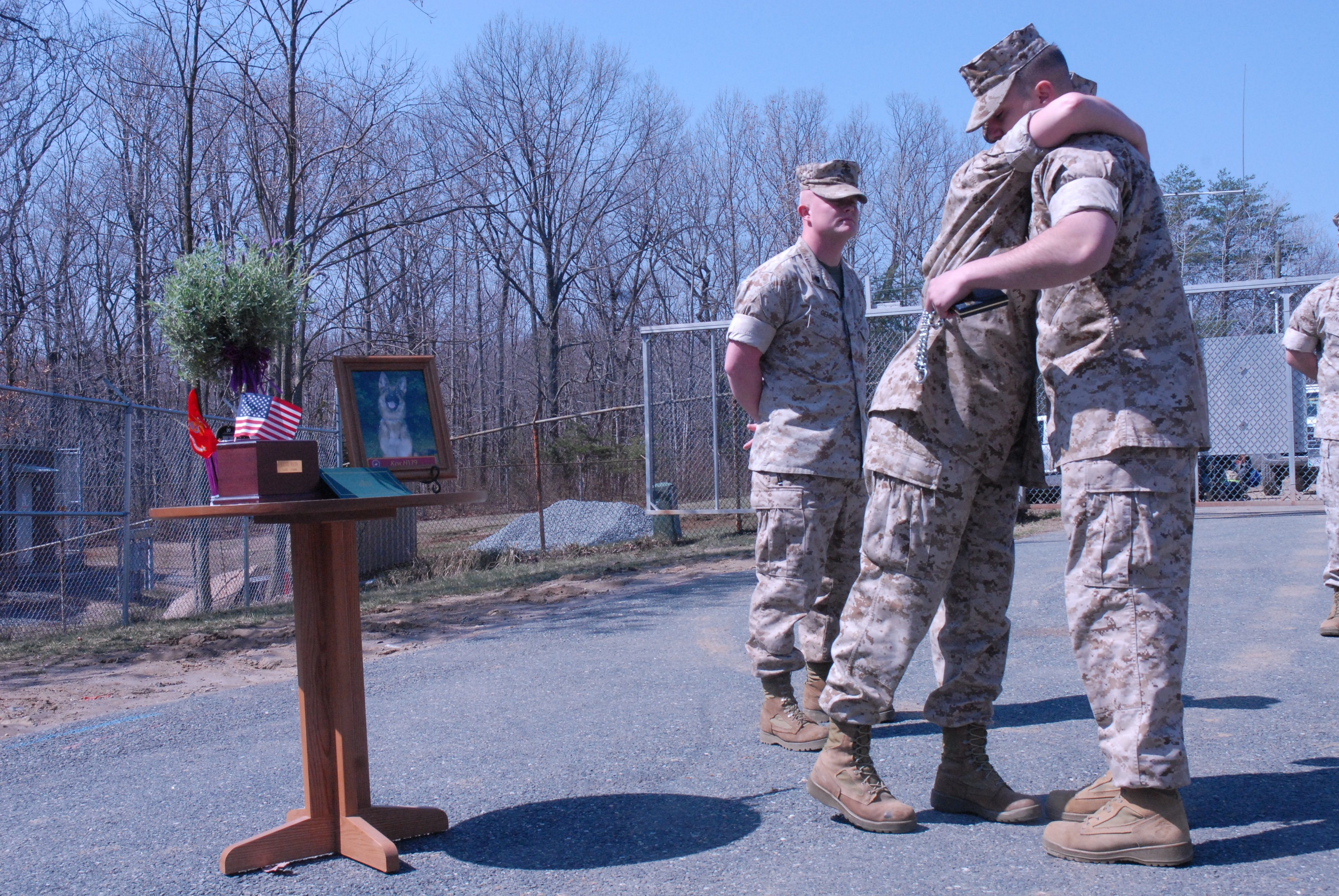
アメリカ海兵隊の軍用犬のために営まれた葬儀の様子
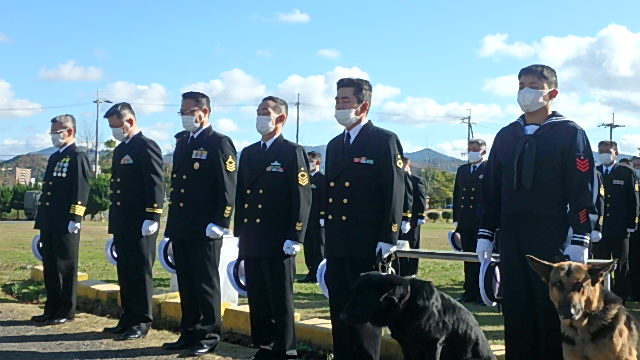
海上自衛隊舞鶴警備隊で行われた、警備犬の追悼式

- ウィキメディア・コモンズには、軍犬に関するカテゴリがあります。